# Liste der Gemeinden im Département Manche

Lage des Départements Manche

Das Département Manche liegt in der Region Normandie in Frankreich. Es untergliedert sich in vier Arrondissements mit 445 Gemeinden (frz. communes) (Stand 1. Januar 2023).
| Code INSEE | Post- leitzahl                      | Gemeinde                       | Einwohner (Stand 1. Januar 2022) | Fläche in km² | Einwohner je km² | Kanton seit 30. März 2015 Kanton bis 29. März 2015 | Arrondissement seit 2017 Arrondissement bis 2016 | Gemeindeverband             |
| ---------- | ----------------------------------- | ------------------------------ | -------------------------------- | ------------- | ---------------- | --- | ------------------------------------------------ | --------------------------- |
| 50002      | 50180                               | Agneaux                        | 4266                             | 6,50          | 656              | Saint-Lô-1 Saint-Lô-Ouest | Saint-Lô                                         | Saint-Lô Agglo              |
| 50003      | 50230                               | Agon-Coutainville              | 3013                             | 12,35         | 244              | Agon-Coutainville Saint-Malo-de-la-Lande | Coutances                                        | Coutances Mer et Bocage     |
| 50004      | 50680                               | Airel                          | 527                              | 10,17         | 52               | Pont-Hébert Saint-Clair-sur-l’Elle | Saint-Lô                                         | Saint-Lô Agglo              |
| 50006      | 50620                               | Amigny                         | 153                              | 3,69          | 41               | Pont-Hébert Saint-Jean-de-Daye | Saint-Lô                                         | Saint-Lô Agglo              |
| 50008      | 50400                               | Anctoville-sur-Boscq           | 438                              | 2,15          | 204              | Bréhal Brécey | Avranches Coutances                              | Granville, Terre et Mer     |
| 50013      | 50760                               | Anneville-en-Saire             | 376                              | 6,00          | 63               | Val-de-Saire Quettehou | Cherbourg                                        | Cotentin                    |
| 50016      | 50500                               | Appeville                      | 193                              | 13,20         | 15               | Carentan-les-Marais La Haye-du-Puits | Coutances                                        | Baie du Cotentin            |
| 50019      | 50170                               | Aucey-la-Plaine                | 413                              | 9,39          | 44               | Pontorson | Avranches                                        | Mont-Saint-Michel-Normandie |
| 50021      | 50480                               | Audouville-la-Hubert           | 76                               | 6,40          | 12               | Carentan-les-Marais Sainte-Mère-Église | Cherbourg                                        | Baie du Cotentin            |
| 50022      | 50630                               | Aumeville-Lestre               | 125                              | 2,44          | 51               | Val-de-Saire Quettehou | Cherbourg                                        | Cotentin                    |
| 50023      | 50500                               | Auvers                         | 689                              | 18,76         | 37               | Carentan-les-Marais | Saint-Lô                                         | Baie du Cotentin            |
| 50024      | 50500                               | Auxais                         | 173                              | 7,76          | 22               | Agon-Coutainville Carentan-les-Marais | Coutances Saint-Lô                               | Côte Ouest Centre Manche    |
| 50025      | 50300                               | Avranches                      | 10.225                           | 10,99         | 930              | Avranches Isigny-le-Buat | Avranches                                        | Mont-Saint-Michel-Normandie |
| 50026      | 50310                               | Azeville                       | 77                               | 3,00          | 26               | Valognes Montebourg | Cherbourg                                        | Cotentin                    |
| 50027      | 50530                               | Bacilly                        | 935                              | 15,88         | 59               | Avranches Sartilly | Avranches                                        | Mont-Saint-Michel-Normandie |
| 50029      | 50720                               | Barenton                       | 1166                             | 34,88         | 33               | Le Mortainais Barenton | Avranches                                        | Mont-Saint-Michel-Normandie |
| 50030      | 50760                               | Barfleur                       | 545                              | 0,60          | 908              | Val-de-Saire Quettehou | Cherbourg                                        | Cotentin                    |
| 50031      | 50270                               | Barneville-Carteret            | 2181                             | 10,29         | 212              | Les Pieux Barneville-Carteret | Cherbourg                                        | Cotentin                    |
| 50033      | 50270                               | Baubigny                       | 134                              | 6,41          | 21               | Les Pieux Barneville-Carteret | Cherbourg                                        | Cotentin                    |
| 50034      | 50000                               | Baudre                         | 595                              | 3,81          | 156              | Saint-Lô-2 Saint-Lô-Est | Saint-Lô                                         | Saint-Lô Agglo              |
| 50036      | 50500                               | Baupte                         | 428                              | 2,29          | 187              | Carentan-les-Marais Périers | Coutances                                        | Baie du Cotentin            |
| 50038      | 50320                               | Beauchamps                     | 438                              | 4,10          | 107              | Bréhal La Haye-Pesnel | Avranches                                        | Granville, Terre et Mer     |
| 50039      | 50420                               | Beaucoudray                    | 136                              | 4,70          | 29               | Condé-sur-Vire Tessy-sur-Vire | Saint-Lô                                         | Saint-Lô Agglo              |
| 50040      | 50150                               | Beauficel                      | 119                              | 9,13          | 13               | Le Mortainais Sourdeval | Avranches                                        | Mont-Saint-Michel-Normandie |
| 50042      | 50170                               | Beauvoir                       | 435                              | 14,29         | 30               | Pontorson | Avranches                                        | Mont-Saint-Michel-Normandie |
| 50044      | 50210                               | Belval                         | 334                              | 5,72          | 58               | Quettreville-sur-Sienne Cerisy-la-Salle | Coutances                                        | Coutances Mer et Bocage     |
| 50045      | 50340                               | Benoîtville                    | 612                              | 8,29          | 74               | Les Pieux | Cherbourg                                        | Cotentin                    |
| 50046      | 50810                               | Bérigny                        | 442                              | 12,15         | 36               | Pont-Hébert Saint-Clair-sur-l’Elle | Saint-Lô                                         | Saint-Lô Agglo              |
| 50048      | 50800                               | Beslon                         | 550                              | 17,24         | 32               | Villedieu-les-Poêles-Rouffigny Percy | Saint-Lô                                         | Villedieu Intercom          |
| 50049      | 50390                               | Besneville                     | 662                              | 18,27         | 36               | Bricquebec-en-Cotentin Saint-Sauveur-le-Vicomte | Cherbourg                                        | Cotentin                    |
| 50050      | 50420                               | Beuvrigny                      | 130                              | 6,77          | 19               | Condé-sur-Vire Tessy-sur-Vire | Saint-Lô                                         | Saint-Lô Agglo              |
| 50052      | 50360                               | Beuzeville-la-Bastille         | 147                              | 4,34          | 34               | Carentan-les-Marais Sainte-Mère-Église | Cherbourg                                        | Baie du Cotentin            |
| 50054      | 50160                               | Biéville                       | 196                              | 5,56          | 35               | Condé-sur-Vire Torigni-sur-Vire | Saint-Lô                                         | Saint-Lô Agglo              |
| 50055      | 50390                               | Biniville                      | 116                              | 2,98          | 39               | Bricquebec-en-Cotentin Saint-Sauveur-le-Vicomte | Cherbourg                                        | Cotentin                    |
| 50058      | 50560                               | Blainville-sur-Mer             | 1604                             | 11,60         | 138              | Agon-Coutainville Saint-Malo-de-la-Lande | Coutances                                        | Coutances Mer et Bocage     |
| 50059      | 50480                               | Blosville                      | 322                              | 4,22          | 76               | Carentan-les-Marais Sainte-Mère-Église | Cherbourg                                        | Baie du Cotentin            |
| 50062      | 50800                               | Boisyvon                       | 100                              | 3,85          | 26               | Villedieu-les-Poêles-Rouffigny Saint-Pois | Avranches                                        | Villedieu Intercom          |
| 50069      | 50800                               | Bourguenolles                  | 343                              | 7,65          | 45               | Villedieu-les-Poêles-Rouffigny | Saint-Lô                                         | Villedieu Intercom          |
| 50546      | 50750                               | Bourgvallées                   | 3319                             | 48,27         | 69               | Saint-Lô-2 | Saint-Lô                                         | Saint-Lô Agglo              |
| 50070      | 50480                               | Boutteville                    | 59                               | 1,82          | 32               | Carentan-les-Marais Sainte-Mère-Église | Cherbourg                                        | Baie du Cotentin            |
| 50072      | 50200                               | Brainville                     | 213                              | 3,19          | 67               | Coutances Saint-Malo-de-la-Lande | Coutances                                        | Coutances Mer et Bocage     |
| 50074      | 50370                               | Brécey                         | 2166                             | 20,96         | 103              | Isigny-le-Buat Brécey | Avranches                                        | Mont-Saint-Michel-Normandie |
| 50076      | 50290                               | Bréhal                         | 3480                             | 12,71         | 274              | Bréhal Brécey | Avranches Coutances                              | Granville, Terre et Mer     |
| 50077      | 50110                               | Bretteville                    | 1006                             | 5,78          | 174              | Cherbourg-en-Cotentin-5 | Cherbourg                                        | Cotentin                    |
| 50078      | 50430                               | Bretteville-sur-Ay             | 436                              | 9,75          | 45               | Créances Lessay | Coutances                                        | Côte Ouest Centre Manche    |
| 50079      | 50260                               | Breuville                      | 405                              | 8,41          | 48               | Bricquebec-en-Cotentin | Cherbourg                                        | Cotentin                    |
| 50081      | 50290                               | Bréville-sur-Mer               | 785                              | 6,86          | 114              | Bréhal Brécey | Avranches Coutances                              | Granville, Terre et Mer     |
| 50082      | 50260                               | Bricquebec-en-Cotentin         | 5888                             | 76,63         | 77               | Bricquebec-en-Cotentin | Cherbourg                                        | Cotentin                    |
| 50083      | 50340                               | Bricquebosq                    | 638                              | 8,05          | 79               | Les Pieux | Cherbourg                                        | Cotentin                    |
| 50084      | 50200                               | Bricqueville-la-Blouette       | 533                              | 6,25          | 85               | Coutances | Coutances                                        | Coutances Mer et Bocage     |
| 50085      | 50290                               | Bricqueville-sur-Mer           | 1263                             | 12,88         | 98               | Bréhal Brécey | Avranches Coutances                              | Granville, Terre et Mer     |
| 50086      | 50330                               | Brillevast                     | 321                              | 9,07          | 35               | Val-de-Saire Saint-Pierre-Église | Cherbourg                                        | Cotentin                    |
| 50087      | 50700                               | Brix                           | 2146                             | 32,16         | 67               | Valognes | Cherbourg                                        | Cotentin                    |
| 50088      | 50150                               | Brouains                       | 140                              | 3,79          | 37               | Le Mortainais Sourdeval | Avranches                                        | Mont-Saint-Michel-Normandie |
| 50090      | 50640                               | Buais-Les-Monts                | 612                              | 24,73         | 25               | Saint-Hilaire-du-Harcouët Le Teilleul | Avranches                                        | Mont-Saint-Michel-Normandie |
| 50092      | 50200                               | Cambernon                      | 693                              | 17,01         | 41               | Coutances | Coutances                                        | Coutances Mer et Bocage     |
| 50093      | 50570                               | Cametours                      | 435                              | 7,22          | 60               | Quettreville-sur-Sienne Cerisy-la-Salle | Coutances                                        | Coutances Mer et Bocage     |
| 50094      | 50210                               | Camprond                       | 386                              | 6,27          | 62               | Coutances Saint-Sauveur-Lendelin | Coutances                                        | Coutances Mer et Bocage     |
| 50095      | 50750                               | Canisy                         | 1723                             | 18,15         | 95               | Saint-Lô-2 Canisy | Saint-Lô                                         | Saint-Lô Agglo              |
| 50096      | 50330                               | Canteloup                      | 216                              | 4,28          | 50               | Val-de-Saire Saint-Pierre-Église | Cherbourg                                        | Cotentin                    |
| 50097      | 50580                               | Canville-la-Rocque             | 119                              | 5,35          | 22               | Créances La Haye-du-Puits | Cherbourg Coutances                              | Cotentin                    |
| 50098      | 50570                               | Carantilly                     | 619                              | 10,70         | 58               | Saint-Lô-2 Marigny | Saint-Lô                                         | Saint-Lô Agglo              |
| 50099      | 50480 50500 50620                   | Carentan-les-Marais            | 10.220                           | 133,29        | 77               | Carentan-les-Marais Pont-Hébert | Saint-Lô                                         | Baie du Cotentin            |
| 50101      | 50330                               | Carneville                     | 240                              | 6,88          | 35               | Val-de-Saire Saint-Pierre-Église | Cherbourg                                        | Cotentin                    |
| 50102      | 50740                               | Carolles                       | 768                              | 3,85          | 199              | Avranches Sartilly | Avranches                                        | Granville, Terre et Mer     |
| 50105      | 50390                               | Catteville                     | 103                              | 4,57          | 23               | Bricquebec-en-Cotentin Saint-Sauveur-le-Vicomte | Cherbourg                                        | Cotentin                    |
| 50106      | 50620                               | Cavigny                        | 268                              | 6,78          | 40               | Pont-Hébert Saint-Jean-de-Daye | Saint-Lô                                         | Saint-Lô Agglo              |
| 50108      | 50220                               | Céaux                          | 413                              | 8,39          | 49               | Pontorson Ducey | Avranches                                        | Mont-Saint-Michel-Normandie |
| 50109      | 50510                               | Cérences                       | 1806                             | 26,04         | 69               | Bréhal Brécey | Avranches Coutances                              | Granville, Terre et Mer     |
| 50110      | 50680                               | Cerisy-la-Forêt                | 1014                             | 23,81         | 43               | Pont-Hébert Saint-Clair-sur-l’Elle | Saint-Lô                                         | Saint-Lô Agglo              |
| 50111      | 50210                               | Cerisy-la-Salle                | 1026                             | 16,86         | 61               | Quettreville-sur-Sienne Cerisy-la-Salle | Coutances                                        | Coutances Mer et Bocage     |
| 50117      | 50530                               | Champeaux                      | 341                              | 4,29          | 79               | Avranches Sartilly | Avranches                                        | Granville, Terre et Mer     |
| 50118      | 50800                               | Champrepus                     | 322                              | 9,12          | 35               | Villedieu-les-Poêles-Rouffigny | Saint-Lô                                         | Villedieu Intercom          |
| 50120      | 50510                               | Chanteloup                     | 393                              | 4,17          | 94               | Bréhal Brécey | Avranches Coutances                              | Granville, Terre et Mer     |
| 50514      | 50150                               | Chaulieu                       | 287                              | 10,64         | 27               | Le Mortainais Sourdeval | Avranches                                        | Mont-Saint-Michel-Normandie |
| 50126      | 50870                               | Chavoy                         | 130                              | 3,70          | 35               | Avranches | Avranches                                        | Mont-Saint-Michel-Normandie |
| 50129      | 50100 50110 50120 50130 50460 50470 | Cherbourg-en-Cotentin          | 78.028                           | 68,54         | 1138             | Cherbourg-en-Cotentin-1 Cherbourg-en-Cotentin-2 Cherbourg-en-Cotentin-3 Cherbourg-en-Cotentin-4 Cherbourg-en-Cotentin-5 La Hague Cherbourg-Octeville-Nord-Ouest Cherbourg-Octeville-Sud-Est Cherbourg-Octeville-Sud-Ouest Cherbourg-en-Cotentin-4 Cherbourg-en-Cotentin-5 | Cherbourg                                        | Cotentin                    |
| 50130      | 50800                               | Chérencé-le-Héron              | 438                              | 9,54          | 46               | Villedieu-les-Poêles-Rouffigny | Saint-Lô                                         | Villedieu Intercom          |
| 50135      | 50330                               | Clitourps                      | 228                              | 6,30          | 36               | Val-de-Saire Saint-Pierre-Église | Cherbourg                                        | Cotentin                    |
| 50138      | 50700                               | Colomby                        | 566                              | 11,16         | 51               | Bricquebec-en-Cotentin Saint-Sauveur-le-Vicomte | Cherbourg                                        | Cotentin                    |
| 50139      | 50420 50890                         | Condé-sur-Vire                 | 4136                             | 36,36         | 114              | Condé-sur-Vire Tessy-sur-Vire Torigni-sur-Vire | Saint-Lô                                         | Saint-Lô Agglo              |
| 50143      | 50290                               | Coudeville-sur-Mer             | 873                              | 8,70          | 100              | Bréhal Brécey | Avranches Coutances                              | Granville, Terre et Mer     |
| 50144      | 50670                               | Coulouvray-Boisbenâtre         | 529                              | 17,25         | 31               | Villedieu-les-Poêles-Rouffigny Saint-Pois | Avranches                                        | Villedieu Intercom          |
| 50145      | 50200                               | Courcy                         | 623                              | 11,45         | 54               | Coutances | Coutances                                        | Coutances Mer et Bocage     |
| 50146      | 50220                               | Courtils                       | 219                              | 5,39          | 41               | Pontorson Ducey | Avranches                                        | Mont-Saint-Michel-Normandie |
| 50147      | 50200                               | Coutances                      | 8372                             | 12,51         | 669              | Coutances | Coutances                                        | Coutances Mer et Bocage     |
| 50148      | 50680                               | Couvains                       | 577                              | 15,03         | 38               | Pont-Hébert Saint-Clair-sur-l’Elle | Saint-Lô                                         | Saint-Lô Agglo              |
| 50149      | 50690                               | Couville                       | 1228                             | 8,60          | 143              | Cherbourg-en-Cotentin-3 Cherbourg-Octeville-Sud-Ouest | Cherbourg                                        | Cotentin                    |
| 50150      | 50630                               | Crasville                      | 223                              | 7,18          | 31               | Val-de-Saire Quettehou | Cherbourg                                        | Cotentin                    |
| 50151      | 50710                               | Créances                       | 2079                             | 20,32         | 102              | Créances Lessay | Coutances                                        | Côte Ouest Centre Manche    |
| 50155      | 50220                               | Crollon                        | 298                              | 4,68          | 64               | Pontorson Ducey | Avranches                                        | Mont-Saint-Michel-Normandie |
| 50156      | 50360                               | Crosville-sur-Douve            | 62                               | 4,06          | 15               | Bricquebec-en-Cotentin Saint-Sauveur-le-Vicomte | Cherbourg                                        | Cotentin                    |
| 50158      | 50670                               | Cuves                          | 263                              | 9,69          | 27               | Isigny-le-Buat Brécey | Avranches                                        | Mont-Saint-Michel-Normandie |
| 50159      | 50750                               | Dangy                          | 660                              | 9,93          | 66               | Saint-Lô-2 Canisy | Saint-Lô                                         | Saint-Lô Agglo              |
| 50162      | 50110                               | Digosville                     | 1665                             | 9,27          | 180              | Cherbourg-en-Cotentin-5 | Cherbourg                                        | Cotentin                    |
| 50164      | 50420                               | Domjean                        | 998                              | 16,57         | 60               | Condé-sur-Vire Tessy-sur-Vire | Saint-Lô                                         | Saint-Lô Agglo              |
| 50165      | 50350                               | Donville-les-Bains             | 3133                             | 2,75          | 1139             | Granville | Avranches                                        | Granville, Terre et Mer     |
| 50166      | 50250                               | Doville                        | 326                              | 11,09         | 29               | Créances La Haye-du-Puits | Coutances                                        | Côte Ouest Centre Manche    |
| 50167      | 50530                               | Dragey-Ronthon                 | 789                              | 15,17         | 52               | Avranches Sartilly | Avranches                                        | Mont-Saint-Michel-Normandie |
| 50168      | 50220                               | Ducey-Les Chéris               | 2829                             | 17,08         | 166              | Pontorson Ducey | Avranches                                        | Mont-Saint-Michel-Normandie |
| 50169      | 50310                               | Écausseville                   | 112                              | 5,27          | 21               | Valognes Montebourg | Cherbourg                                        | Cotentin                    |
| 50172      | 50310                               | Émondeville                    | 342                              | 5,33          | 64               | Valognes Montebourg | Cherbourg                                        | Cotentin                    |
| 50174      | 50320                               | Équilly                        | 194                              | 5,65          | 34               | Bréhal La Haye-Pesnel | Avranches                                        | Granville, Terre et Mer     |
| 50175      | 50310                               | Éroudeville                    | 180                              | 4,86          | 37               | Valognes Montebourg | Cherbourg                                        | Cotentin                    |
| 50177      | 50360                               | Étienville                     | 376                              | 7,36          | 51               | Bricquebec-en-Cotentin Saint-Sauveur-le-Vicomte | Cherbourg                                        | Baie du Cotentin            |
| 50178      | 50840                               | Fermanville                    | 1291                             | 11,60         | 111              | Val-de-Saire Saint-Pierre-Église | Cherbourg                                        | Cotentin                    |
| 50181      | 50190                               | Feugères                       | 353                              | 8,31          | 42               | Agon-Coutainville Périers | Coutances                                        | Côte Ouest Centre Manche    |
| 50183      | 50580                               | Fierville-les-Mines            | 349                              | 7,44          | 47               | Les Pieux Barneville-Carteret | Cherbourg                                        | Cotentin                    |
| 50184      | 50340                               | Flamanville                    | 1682                             | 7,22          | 233              | Les Pieux | Cherbourg                                        | Cotentin                    |
| 50185      | 50800                               | Fleury                         | 1085                             | 12,60         | 86               | Villedieu-les-Poêles-Rouffigny | Saint-Lô                                         | Villedieu Intercom          |
| 50186      | 50700                               | Flottemanville                 | 227                              | 4,85          | 47               | Valognes Montebourg | Cherbourg                                        | Cotentin                    |
| 50188      | 50320                               | Folligny                       | 1109                             | 11,80         | 94               | Bréhal La Haye-Pesnel | Avranches                                        | Granville, Terre et Mer     |
| 50190      | 50310                               | Fontenay-sur-Mer               | 164                              | 8,18          | 20               | Valognes Montebourg | Cherbourg                                        | Cotentin                    |
| 50192      | 50420                               | Fourneaux                      | 131                              | 3,34          | 39               | Condé-sur-Vire Tessy-sur-Vire | Saint-Lô                                         | Saint-Lô Agglo              |
| 50194      | 50310                               | Fresville                      | 377                              | 13,94         | 27               | Valognes Montebourg | Cherbourg                                        | Cotentin                    |
| 50195      | 50150                               | Gathemo                        | 268                              | 10,41         | 26               | Le Mortainais Sourdeval | Avranches                                        | Mont-Saint-Michel-Normandie |
| 50196      | 50760                               | Gatteville-le-Phare            | 468                              | 9,70          | 48               | Val-de-Saire Saint-Pierre-Église | Cherbourg                                        | Cotentin                    |
| 50197      | 50450                               | Gavray-sur-Sienne              | 2028                             | 38,02         | 53               | Quettreville-sur-Sienne | Coutances                                        | Coutances Mer et Bocage     |
| 50198      | 50560                               | Geffosses                      | 498                              | 15,07         | 33               | Agon-Coutainville Lessay | Coutances                                        | Côte Ouest Centre Manche    |
| 50199      | 50530                               | Genêts                         | 453                              | 6,89          | 66               | Avranches Sartilly | Avranches                                        | Mont-Saint-Michel-Normandie |
| 50200      | 50850                               | Ger                            | 818                              | 39,78         | 21               | Le Mortainais Barenton | Avranches                                        | Mont-Saint-Michel-Normandie |
| 50207      | 50390                               | Golleville                     | 165                              | 6,46          | 26               | Bricquebec-en-Cotentin Saint-Sauveur-le-Vicomte | Cherbourg                                        | Cotentin                    |
| 50208      | 50190                               | Gonfreville                    | 162                              | 9,04          | 18               | Agon-Coutainville Périers | Coutances                                        | Côte Ouest Centre Manche    |
| 50209      | 50330                               | Gonneville-Le Theil            | 1504                             | 29,17         | 52               | Val-de-Saire Saint-Pierre-Église | Cherbourg                                        | Cotentin                    |
| 50210      | 50190                               | Gorges                         | 347                              | 22,67         | 15               | Agon-Coutainville Périers | Coutances                                        | Côte Ouest Centre Manche    |
| 50214      | 50420                               | Gouvets                        | 291                              | 11,01         | 26               | Condé-sur-Vire Tessy-sur-Vire | Saint-Lô                                         | Saint-Lô Agglo              |
| 50215      | 50200 50560                         | Gouville-sur-Mer               | 3266                             | 34,55         | 95               | Agon-Coutainville | Coutances                                        | Coutances Mer et Bocage     |
| 50216      | 50620                               | Graignes-Mesnil-Angot          | 800                              | 18,35         | 44               | Pont-Hébert Saint-Jean-de-Daye | Saint-Lô                                         | Saint-Lô Agglo              |
| 50391      | 50600                               | Grandparigny                   | 2623                             | 34,61         | 76               | Saint-Hilaire-du-Harcouët | Avranches                                        | Mont-Saint-Michel-Normandie |
| 50218      | 50400                               | Granville                      | 12.799                           | 9,90          | 1293             | Granville | Avranches                                        | Granville, Terre et Mer     |
| 50219      | 50200                               | Gratot                         | 674                              | 10,73         | 63               | Coutances Saint-Malo-de-la-Lande | Coutances                                        | Coutances Mer et Bocage     |
| 50221      | 50450                               | Grimesnil                      | 70                               | 2,61          | 27               | Quettreville-sur-Sienne Gavray | Coutances                                        | Coutances Mer et Bocage     |
| 50222      | 50340                               | Grosville                      | 804                              | 13,15         | 61               | Les Pieux | Cherbourg                                        | Cotentin                    |
| 50228      | 50450                               | Hambye                         | 1077                             | 29,57         | 36               | Quettreville-sur-Sienne Gavray | Coutances                                        | Coutances Mer et Bocage     |
| 50229      | 50730                               | Hamelin                        | 109                              | 2,46          | 44               | Saint-Hilaire-du-Harcouët Saint-James | Avranches                                        | Mont-Saint-Michel-Normandie |
| 50230      | 50690                               | Hardinvast                     | 924                              | 7,30          | 127              | Cherbourg-en-Cotentin-3 Cherbourg-Octeville-Sud-Ouest | Cherbourg                                        | Cotentin                    |
| 50232      | 50570                               | Hauteville-la-Guichard         | 452                              | 11,98         | 38               | Agon-Coutainville Saint-Sauveur-Lendelin | Coutances                                        | Coutances Mer et Bocage     |
| 50231      | 50590                               | Hauteville-sur-Mer             | 707                              | 3,31          | 214              | Quettreville-sur-Sienne Montmartin-sur-Mer | Coutances                                        | Coutances Mer et Bocage     |
| 50233      | 50390                               | Hautteville-Bocage             | 154                              | 4,22          | 36               | Bricquebec-en-Cotentin Saint-Sauveur-le-Vicomte | Cherbourg                                        | Cotentin                    |
| 50238      | 50340                               | Héauville                      | 462                              | 10,83         | 43               | Les Pieux | Cherbourg                                        | Cotentin                    |
| 50240      | 50340                               | Helleville                     | 563                              | 5,88          | 96               | Les Pieux | Cherbourg                                        | Cotentin                    |
| 50241      | 50700                               | Hémevez                        | 186                              | 4,30          | 43               | Valognes Montebourg | Cherbourg                                        | Cotentin                    |
| 50243      | 50200                               | Heugueville-sur-Sienne         | 462                              | 5,88          | 79               | Coutances Saint-Malo-de-la-Lande | Coutances                                        | Coutances Mer et Bocage     |
| 50246      | 50480                               | Hiesville                      | 72                               | 4,03          | 18               | Carentan-les-Marais Sainte-Mère-Église | Cherbourg                                        | Baie du Cotentin            |
| 50247      | 50320                               | Hocquigny                      | 194                              | 3,05          | 64               | Bréhal La Haye-Pesnel | Avranches                                        | Granville, Terre et Mer     |
| 50251      | 50700                               | Huberville                     | 361                              | 5,76          | 63               | Valognes | Cherbourg                                        | Cotentin                    |
| 50252      | 50510                               | Hudimesnil                     | 926                              | 18,68         | 50               | Bréhal Brécey | Avranches Coutances                              | Granville, Terre et Mer     |
| 50253      | 50170                               | Huisnes-sur-Mer                | 168                              | 6,75          | 25               | Pontorson | Avranches                                        | Mont-Saint-Michel-Normandie |
| 50256      | 50540                               | Isigny-le-Buat                 | 3187                             | 73,31         | 43               | Isigny-le-Buat | Avranches                                        | Mont-Saint-Michel-Normandie |
| 50258      | 50310                               | Joganville                     | 85                               | 2,87          | 30               | Valognes Montebourg | Cherbourg                                        | Cotentin                    |
| 50259      | 50220                               | Juilley                        | 664                              | 11,23         | 59               | Pontorson Ducey | Avranches                                        | Mont-Saint-Michel-Normandie |
| 50066      | 50610 50740                         | Jullouville                    | 2401                             | 21,88         | 110              | Avranches Granville Sartilly | Avranches                                        | Granville, Terre et Mer     |
| 50260      | 50520                               | Juvigny les Vallées            | 1678                             | 57,25         | 29               | Isigny-le-Buat Juvigny-le-Tertre | Avranches                                        | Mont-Saint-Michel-Normandie |
| 50176      | 50260                               | L’Étang-Bertrand               | 344                              | 8,74          | 39               | Bricquebec-en-Cotentin | Cherbourg                                        | Cotentin                    |
| 50028      | 50450                               | La Baleine                     | 106                              | 4,13          | 26               | Quettreville-sur-Sienne Gavray | Coutances                                        | Coutances Mer et Bocage     |
| 50032      | 50810                               | La Barre-de-Semilly            | 1033                             | 7,74          | 133              | Saint-Lô-2 Saint-Lô-Est | Saint-Lô                                         | Saint-Lô Agglo              |
| 50060      | 50800                               | La Bloutière                   | 430                              | 9,31          | 46               | Villedieu-les-Poêles-Rouffigny | Saint-Lô                                         | Villedieu Intercom          |
| 50064      | 50360                               | La Bonneville                  | 176                              | 6,31          | 28               | Bricquebec-en-Cotentin Saint-Sauveur-le-Vicomte | Cherbourg                                        | Cotentin                    |
| 50112      | 50370                               | La Chaise-Baudouin             | 443                              | 12,06         | 37               | Isigny-le-Buat Brécey | Avranches                                        | Mont-Saint-Michel-Normandie |
| 50121      | 50800                               | La Chapelle-Cécelin            | 244                              | 5,22          | 47               | Villedieu-les-Poêles-Rouffigny Saint-Pois | Avranches                                        | Villedieu Intercom          |
| 50124      | 50370                               | La Chapelle-Urée               | 171                              | 4,60          | 37               | Isigny-le-Buat Brécey | Avranches                                        | Mont-Saint-Michel-Normandie |
| 50137      | 50800                               | La Colombe                     | 627                              | 14,37         | 44               | Villedieu-les-Poêles-Rouffigny Percy | Saint-Lô                                         | Villedieu Intercom          |
| 50182      | 50190                               | La Feuillie                    | 299                              | 12,46         | 24               | Créances Lessay | Coutances                                        | Côte Ouest Centre Manche    |
| 50205      | 50300                               | La Godefroy                    | 295                              | 3,65          | 81               | Isigny-le-Buat Avranches | Avranches                                        | Mont-Saint-Michel-Normandie |
| 50041      | 50440 50460 50680                   | La Hague                       | 11.444                           | 148,68        | 77               | La Hague Beaumont-Hague | Cherbourg                                        | Cotentin                    |
| 50236      | 50250 50580                         | La Haye                        | 3986                             | 63,81         | 62               | Créances La Haye-du-Puits | Coutances                                        | Côte Ouest Centre Manche    |
| 50234      | 50410                               | La Haye-Bellefond              | 67                               | 2,82          | 24               | Villedieu-les-Poêles-Rouffigny Percy | Saint-Lô                                         | Villedieu Intercom          |
| 50235      | 50270                               | La Haye-d’Ectot                | 285                              | 7,32          | 39               | Les Pieux Barneville-Carteret | Cherbourg                                        | Cotentin                    |
| 50237      | 50320                               | La Haye-Pesnel                 | 1261                             | 6,29          | 200              | Bréhal La Haye-Pesnel | Avranches                                        | Granville, Terre et Mer     |
| 50262      | 50800                               | La Lande-d’Airou               | 535                              | 15,10         | 35               | Villedieu-les-Poêles-Rouffigny | Saint-Lô                                         | Villedieu Intercom          |
| 50281      | 50320                               | La Lucerne-d’Outremer          | 847                              | 14,48         | 58               | Bréhal La Haye-Pesnel | Avranches                                        | Granville, Terre et Mer     |
| 50283      | 50680                               | La Luzerne                     | 81                               | 1,94          | 42               | Saint-Lô-2 Saint-Lô-Est | Saint-Lô                                         | Saint-Lô Agglo              |
| 50297      | 50880                               | La Meauffe                     | 998                              | 10,22         | 98               | Pont-Hébert Saint-Clair-sur-l’Elle | Saint-Lô                                         | Saint-Lô Agglo              |
| 50327      | 50510                               | La Meurdraquière               | 195                              | 7,60          | 26               | Bréhal Brécey | Avranches Coutances                              | Granville, Terre et Mer     |
| 50361      | 50320                               | La Mouche                      | 246                              | 4,43          | 56               | Bréhal La Haye-Pesnel | Avranches                                        | Granville, Terre et Mer     |
| 50395      | 50630                               | La Pernelle                    | 287                              | 7,23          | 40               | Val-de-Saire Quettehou | Cherbourg                                        | Cotentin                    |
| 50607      | 50800                               | La Trinité                     | 401                              | 9,16          | 44               | Villedieu-les-Poêles-Rouffigny | Saint-Lô                                         | Villedieu Intercom          |
| 50624      | 50200                               | La Vendelée                    | 468                              | 5,04          | 93               | Coutances Saint-Malo-de-la-Lande | Coutances                                        | Coutances Mer et Bocage     |
| 50261      | 50160                               | Lamberville                    | 167                              | 7,12          | 23               | Condé-sur-Vire Torigni-sur-Vire | Saint-Lô                                         | Saint-Lô Agglo              |
| 50263      | 50600                               | Lapenty                        | 382                              | 14,89         | 26               | Saint-Hilaire-du-Harcouët | Avranches                                        | Mont-Saint-Michel-Normandie |
| 50265      | 50430                               | Laulne                         | 185                              | 9,06          | 20               | Créances Lessay | Coutances                                        | Côte Ouest Centre Manche    |
| 50161      | 50620                               | Le Dézert                      | 605                              | 14,58         | 41               | Pont-Hébert Saint-Jean-de-Daye | Saint-Lô                                         | Saint-Lô Agglo              |
| 50193      | 50850                               | Le Fresne-Poret                | 222                              | 10,08         | 22               | Le Mortainais Sourdeval | Avranches                                        | Mont-Saint-Michel-Normandie |
| 50217      | 50370                               | Le Grand-Celland               | 595                              | 12,45         | 48               | Isigny-le-Buat Brécey | Avranches                                        | Mont-Saint-Michel-Normandie |
| 50115      | 50320                               | Le Grippon                     | 390                              | 9,81          | 40               | Bréhal La Haye-Pesnel | Avranches                                        | Mont-Saint-Michel-Normandie |
| 50225      | 50410                               | Le Guislain                    | 139                              | 5,39          | 26               | Villedieu-les-Poêles-Rouffigny Percy | Saint-Lô                                         | Villedieu Intercom          |
| 50227      | 50310                               | Le Ham                         | 312                              | 3,86          | 81               | Valognes Montebourg | Cherbourg                                        | Cotentin                    |
| 50278      | 50510                               | Le Loreur                      | 262                              | 3,23          | 81               | Bréhal Brécey | Avranches Coutances                              | Granville, Terre et Mer     |
| 50279      | 50570                               | Le Lorey                       | 570                              | 14,57         | 39               | Saint-Lô-1 Saint-Sauveur-Lendelin | Saint-Lô Coutances                               | Saint-Lô Agglo              |
| 50282      | 50870                               | Le Luot                        | 285                              | 8,50          | 34               | Bréhal La Haye-Pesnel | Avranches                                        | Mont-Saint-Michel-Normandie |
| 50299      | 50580                               | Le Mesnil                      | 204                              | 3,45          | 59               | Les Pieux Barneville-Carteret | Cherbourg                                        | Cotentin                    |
| 50300      | 50520                               | Le Mesnil-Adelée               | 158                              | 6,82          | 23               | Isigny-le-Buat Juvigny-le-Tertre | Avranches                                        | Mont-Saint-Michel-Normandie |
| 50302      | 50570                               | Le Mesnil-Amey                 | 287                              | 2,81          | 102              | Saint-Lô-1 Marigny | Saint-Lô                                         | Saint-Lô Agglo              |
| 50304      | 50510                               | Le Mesnil-Aubert               | 195                              | 5,96          | 33               | Bréhal Brécey | Avranches Coutances                              | Granville, Terre et Mer     |
| 50305      | 50110                               | Le Mesnil-au-Val               | 727                              | 13,34         | 54               | Cherbourg-en-Cotentin-5 | Cherbourg                                        | Cotentin                    |
| 50310      | 50570                               | Le Mesnil-Eury                 | 180                              | 3,46          | 52               | Saint-Lô-1 Marigny | Saint-Lô                                         | Saint-Lô Agglo              |
| 50311      | 50450                               | Le Mesnil-Garnier              | 222                              | 10,41         | 21               | Quettreville-sur-Sienne Gavray | Coutances                                        | Coutances Mer et Bocage     |
| 50312      | 50670                               | Le Mesnil-Gilbert              | 142                              | 7,85          | 18               | Isigny-le-Buat Saint-Pois | Avranches                                        | Mont-Saint-Michel-Normandie |
| 50315      | 50600                               | Le Mesnillard                  | 251                              | 9,75          | 26               | Saint-Hilaire-du-Harcouët | Avranches                                        | Mont-Saint-Michel-Normandie |
| 50317      | 50220                               | Le Mesnil-Ozenne               | 269                              | 4,59          | 59               | Pontorson Ducey | Avranches                                        | Mont-Saint-Michel-Normandie |
| 50321      | 50000                               | Le Mesnil-Rouxelin             | 470                              | 4,74          | 99               | Pont-Hébert Saint-Lô-Ouest | Saint-Lô                                         | Saint-Lô Agglo              |
| 50324      | 50620                               | Le Mesnil-Véneron              | 108                              | 2,86          | 38               | Pont-Hébert Saint-Jean-de-Daye | Saint-Lô                                         | Saint-Lô Agglo              |
| 50326      | 50450                               | Le Mesnil-Villeman             | 237                              | 10,80         | 22               | Quettreville-sur-Sienne Gavray | Coutances                                        | Coutances Mer et Bocage     |
| 50353      | 50170                               | Le Mont-Saint-Michel           | 23                               | 3,97          | 6                | Pontorson | Avranches                                        | Mont-Saint-Michel-Normandie |
| 50371      | 50140                               | Le Neufbourg                   | 399                              | 2,25          | 177              | Le Mortainais Mortain | Avranches                                        | Mont-Saint-Michel-Normandie |
| 50535      | 50870                               | Le Parc                        | 907                              | 22,63         | 40               | Avranches Brécey La Haye-Pesnel | Avranches                                        | Mont-Saint-Michel-Normandie |
| 50398      | 50160                               | Le Perron                      | 193                              | 4,66          | 41               | Condé-sur-Vire Torigni-sur-Vire | Saint-Lô                                         | Saint-Lô Agglo              |
| 50399      | 50370                               | Le Petit-Celland               | 175                              | 6,57          | 27               | Isigny-le-Buat Brécey | Avranches                                        | Mont-Saint-Michel-Normandie |
| 50405      | 50250                               | Le Plessis-Lastelle            | 238                              | 14,99         | 16               | Créances Périers | Coutances                                        | Côte Ouest Centre Manche    |
| 50442      | 50340                               | Le Rozel                       | 244                              | 5,52          | 44               | Les Pieux | Cherbourg                                        | Cotentin                    |
| 50590      | 50320                               | Le Tanu                        | 421                              | 10,12         | 42               | Villedieu-les-Poêles-Rouffigny La Haye-Pesnel | Avranches                                        | Villedieu Intercom          |
| 50591      | 50640                               | Le Teilleul                    | 1692                             | 66,89         | 25               | Le Mortainais Le Teilleul | Avranches                                        | Mont-Saint-Michel-Normandie |
| 50616      | 50300                               | Le Val-Saint-Père              | 1914                             | 11,10         | 172              | Pontorson Avranches | Avranches                                        | Mont-Saint-Michel-Normandie |
| 50619      | 50630                               | Le Vast                        | 325                              | 13,04         | 25               | Val-de-Saire Saint-Pierre-Église | Cherbourg                                        | Cotentin                    |
| 50633      | 50760                               | Le Vicel                       | 119                              | 4,74          | 25               | Val-de-Saire Quettehou | Cherbourg                                        | Cotentin                    |
| 50266      | 50510                               | Lengronne                      | 463                              | 12,07         | 38               | Quettreville-sur-Sienne Gavray | Coutances                                        | Coutances Mer et Bocage     |
| 50152      | 50370                               | Les Cresnays                   | 230                              | 9,78          | 24               | Isigny-le-Buat Brécey | Avranches                                        | Mont-Saint-Michel-Normandie |
| 50274      | 50600                               | Les Loges-Marchis              | 1028                             | 19,78         | 52               | Saint-Hilaire-du-Harcouët | Avranches                                        | Mont-Saint-Michel-Normandie |
| 50275      | 50370                               | Les Loges-sur-Brécey           | 117                              | 5,27          | 22               | Isigny-le-Buat Brécey | Avranches                                        | Mont-Saint-Michel-Normandie |
| 50332      | 50270                               | Les Moitiers-d’Allonne         | 730                              | 17,21         | 42               | Les Pieux Barneville-Carteret | Cherbourg                                        | Cotentin                    |
| 50402      | 50340                               | Les Pieux                      | 3266                             | 15,25         | 214              | Les Pieux | Cherbourg                                        | Cotentin                    |
| 50267      | 50430                               | Lessay                         | 2255                             | 28,95         | 78               | Créances Lessay | Coutances                                        | Côte Ouest Centre Manche    |
| 50268      | 50310                               | Lestre                         | 244                              | 7,57          | 32               | Valognes Montebourg | Cherbourg                                        | Cotentin                    |
| 50269      | 50480                               | Liesville-sur-Douve            | 214                              | 5,24          | 41               | Carentan-les-Marais Sainte-Mère-Église | Cherbourg                                        | Baie du Cotentin            |
| 50270      | 50700                               | Lieusaint                      | 400                              | 5,22          | 77               | Valognes | Cherbourg                                        | Cotentin                    |
| 50271      | 50670                               | Lingeard                       | 88                               | 3,65          | 24               | Isigny-le-Buat Saint-Pois | Avranches                                        | Mont-Saint-Michel-Normandie |
| 50276      | 50530                               | Lolif                          | 608                              | 12,50         | 49               | Avranches Sartilly | Avranches                                        | Mont-Saint-Michel-Normandie |
| 50277      | 50290                               | Longueville                    | 612                              | 4,07          | 150              | Bréhal Brécey | Avranches Coutances                              | Granville, Terre et Mer     |
| 50285      | 50260                               | Magneville                     | 311                              | 9,49          | 33               | Bricquebec-en-Cotentin | Cherbourg                                        | Cotentin                    |
| 50288      | 50300                               | Marcey-les-Grèves              | 1286                             | 6,73          | 191              | Avranches | Avranches                                        | Mont-Saint-Michel-Normandie |
| 50289      | 50190                               | Marchésieux                    | 684                              | 19,89         | 34               | Agon-Coutainville Périers | Coutances                                        | Côte Ouest Centre Manche    |
| 50290      | 50220                               | Marcilly                       | 353                              | 8,86          | 40               | Pontorson Ducey | Avranches                                        | Mont-Saint-Michel-Normandie |
| 50291      | 50410                               | Margueray                      | 117                              | 4,64          | 25               | Villedieu-les-Poêles-Rouffigny Percy | Saint-Lô                                         | Villedieu Intercom          |
| 50292      | 50570                               | Marigny-le-Lozon               | 2754                             | 19,17         | 144              | Saint-Lô-1 Marigny | Saint-Lô                                         | Saint-Lô Agglo              |
| 50294      | 50690                               | Martinvast                     | 1340                             | 10,31         | 130              | Cherbourg-en-Cotentin-3 Cherbourg-Octeville-Sud-Ouest | Cherbourg                                        | Cotentin                    |
| 50295      | 50410                               | Maupertuis                     | 147                              | 5,41          | 27               | Villedieu-les-Poêles-Rouffigny Percy | Saint-Lô                                         | Villedieu Intercom          |
| 50296      | 50330                               | Maupertus-sur-Mer              | 229                              | 3,42          | 67               | Val-de-Saire Saint-Pierre-Église | Cherbourg                                        | Cotentin                    |
| 50298      | 50500                               | Méautis                        | 648                              | 16,98         | 38               | Carentan-les-Marais | Saint-Lô                                         | Baie du Cotentin            |
| 50328      | 50190                               | Millières                      | 760                              | 20,27         | 37               | Créances Lessay | Coutances                                        | Côte Ouest Centre Manche    |
| 50334      | 50410                               | Montabot                       | 272                              | 11,56         | 24               | Villedieu-les-Poêles-Rouffigny Percy | Saint-Lô                                         | Villedieu Intercom          |
| 50335      | 50700                               | Montaigu-la-Brisette           | 499                              | 14,71         | 34               | Valognes | Cherbourg                                        | Cotentin                    |
| 50336      | 50450                               | Montaigu-les-Bois              | 208                              | 6,67          | 31               | Quettreville-sur-Sienne Gavray | Coutances                                        | Coutances Mer et Bocage     |
| 50338      | 50410                               | Montbray                       | 325                              | 14,04         | 23               | Villedieu-les-Poêles-Rouffigny Percy | Saint-Lô                                         | Villedieu Intercom          |
| 50340      | 50490                               | Montcuit                       | 185                              | 4,79          | 39               | Agon-Coutainville Saint-Sauveur-Lendelin | Coutances                                        | Coutances Mer et Bocage     |
| 50341      | 50310                               | Montebourg                     | 1951                             | 5,89          | 331              | Valognes Montebourg | Cherbourg                                        | Cotentin                    |
| 50342      | 50760                               | Montfarville                   | 798                              | 5,40          | 148              | Val-de-Saire Quettehou | Cherbourg                                        | Cotentin                    |
| 50345      | 50200                               | Monthuchon                     | 702                              | 7,66          | 92               | Coutances Saint-Sauveur-Lendelin | Coutances                                        | Coutances Mer et Bocage     |
| 50347      | 50240                               | Montjoie-Saint-Martin          | 250                              | 7,49          | 33               | Saint-Hilaire-du-Harcouët Saint-James | Avranches                                        | Mont-Saint-Michel-Normandie |
| 50349      | 50590                               | Montmartin-sur-Mer             | 1413                             | 9,81          | 144              | Quettreville-sur-Sienne Montmartin-sur-Mer | Coutances                                        | Coutances Mer et Bocage     |
| 50350      | 50210                               | Montpinchon                    | 543                              | 16,94         | 32               | Quettreville-sur-Sienne Cerisy-la-Salle | Coutances                                        | Coutances Mer et Bocage     |
| 50351      | 50810                               | Montrabot                      | 79                               | 3,86          | 20               | Condé-sur-Vire Torigni-sur-Vire | Saint-Lô                                         | Saint-Lô Agglo              |
| 50352      | 50570                               | Montreuil-sur-Lozon            | 345                              | 6,45          | 53               | Saint-Lô-1 Marigny | Saint-Lô                                         | Saint-Lô Agglo              |
| 50273      | 50250                               | Montsenelle                    | 1438                             | 43,08         | 33               | Créances La Haye-du-Puits Périers | Coutances                                        | Côte Ouest Centre Manche    |
| 50356      | 50680                               | Moon-sur-Elle                  | 779                              | 9,84          | 79               | Pont-Hébert Saint-Clair-sur-l’Elle | Saint-Lô                                         | Saint-Lô Agglo              |
| 50357      | 50410                               | Morigny                        | 70                               | 4,35          | 16               | Villedieu-les-Poêles-Rouffigny Percy | Saint-Lô                                         | Villedieu Intercom          |
| 50359      | 50140                               | Mortain-Bocage                 | 2954                             | 62,63         | 47               | Le Mortainais Mortain | Avranches                                        | Mont-Saint-Michel-Normandie |
| 50360      | 50700                               | Morville                       | 278                              | 7,08          | 39               | Bricquebec-en-Cotentin | Cherbourg                                        | Cotentin                    |
| 50362      | 50600                               | Moulines                       | 281                              | 7,41          | 38               | Saint-Hilaire-du-Harcouët | Avranches                                        | Mont-Saint-Michel-Normandie |
| 50363      | 50860                               | Moyon Villages                 | 1465                             | 32,94         | 44               | Condé-sur-Vire Tessy-sur-Vire | Saint-Lô                                         | Saint-Lô Agglo              |
| 50364      | 50490                               | Muneville-le-Bingard           | 730                              | 19,81         | 37               | Agon-Coutainville Saint-Sauveur-Lendelin | Coutances                                        | Coutances Mer et Bocage     |
| 50365      | 50290                               | Muneville-sur-Mer              | 494                              | 7,42          | 67               | Bréhal Brécey | Avranches Coutances                              | Granville, Terre et Mer     |
| 50368      | 50190                               | Nay                            | 68                               | 2,51          | 27               | Agon-Coutainville Périers | Coutances                                        | Côte Ouest Centre Manche    |
| 50369      | 50260                               | Négreville                     | 844                              | 11,48         | 74               | Bricquebec-en-Cotentin | Cherbourg                                        | Cotentin                    |
| 50370      | 50390                               | Néhou                          | 608                              | 15,98         | 38               | Bricquebec-en-Cotentin Saint-Sauveur-le-Vicomte | Cherbourg                                        | Cotentin                    |
| 50372      | 50250                               | Neufmesnil                     | 174                              | 5,33          | 33               | Créances La Haye-du-Puits | Coutances                                        | Côte Ouest Centre Manche    |
| 50373      | 50480                               | Neuville-au-Plain              | 84                               | 4,70          | 18               | Carentan-les-Marais Sainte-Mère-Église | Cherbourg                                        | Baie du Cotentin            |
| 50374      | 50250                               | Neuville-en-Beaumont           | 25                               | 1,69          | 15               | Bricquebec-en-Cotentin Saint-Sauveur-le-Vicomte | Cherbourg                                        | Cotentin                    |
| 50376      | 50200                               | Nicorps                        | 361                              | 5,63          | 64               | Coutances | Coutances                                        | Coutances Mer et Bocage     |
| 50378      | 50210                               | Notre-Dame-de-Cenilly          | 631                              | 25,23         | 25               | Quettreville-sur-Sienne Cerisy-la-Salle | Coutances                                        | Coutances Mer et Bocage     |
| 50379      | 50370                               | Notre-Dame-de-Livoye           | 166                              | 3,54          | 47               | Isigny-le-Buat Brécey | Avranches                                        | Mont-Saint-Michel-Normandie |
| 50382      | 50690                               | Nouainville                    | 620                              | 3,81          | 163              | Cherbourg-en-Cotentin-3 Cherbourg-en-Cotentin-4 | Cherbourg                                        | Cotentin                    |
| 50384      | 50630                               | Octeville-l’Avenel             | 233                              | 6,86          | 34               | Val-de-Saire Quettehou | Cherbourg                                        | Cotentin                    |
| 50387      | 50390                               | Orglandes                      | 349                              | 9,26          | 38               | Bricquebec-en-Cotentin Saint-Sauveur-le-Vicomte | Cherbourg                                        | Cotentin                    |
| 50388      | 50660                               | Orval sur Sienne               | 1222                             | 19,04         | 64               | Coutances Montmartin-sur-Mer | Coutances                                        | Coutances Mer et Bocage     |
| 50389      | 50210                               | Ouville                        | 447                              | 11,20         | 40               | Quettreville-sur-Sienne Cerisy-la-Salle | Coutances                                        | Coutances Mer et Bocage     |
| 50390      | 50310                               | Ozeville                       | 156                              | 4,70          | 33               | Valognes Montebourg | Cherbourg                                        | Cotentin                    |
| 50393      | 50410                               | Percy-en-Normandie             | 2628                             | 48,32         | 54               | Villedieu-les-Poêles-Rouffigny Percy | Saint-Lô                                         | Villedieu Intercom          |
| 50394      | 50190                               | Périers                        | 2355                             | 14,62         | 161              | Agon-Coutainville Périers | Coutances                                        | Côte Ouest Centre Manche    |
| 50397      | 50150                               | Perriers-en-Beauficel          | 207                              | 9,30          | 22               | Le Mortainais Sourdeval | Avranches                                        | Mont-Saint-Michel-Normandie |
| 50400      | 50250 50360 50480                   | Picauville                     | 3222                             | 64,89         | 50               | Carentan-les-Marais | Cherbourg Coutances                              | Baie du Cotentin            |
| 50401      | 50340                               | Pierreville                    | 759                              | 10,11         | 75               | Les Pieux | Cherbourg                                        | Cotentin                    |
| 50403      | 50770                               | Pirou                          | 1486                             | 29,11         | 51               | Créances Lessay | Coutances                                        | Côte Ouest Centre Manche    |
| 50407      | 50220                               | Poilley                        | 968                              | 12,65         | 77               | Pontorson Ducey | Avranches                                        | Mont-Saint-Michel-Normandie |
| 50408      | 50220                               | Pontaubault                    | 576                              | 1,94          | 297              | Pontorson Avranches | Avranches                                        | Mont-Saint-Michel-Normandie |
| 50409      | 50880                               | Pont-Hébert                    | 1902                             | 29,84         | 64               | Pont-Hébert Saint-Jean-de-Daye | Saint-Lô                                         | Saint-Lô Agglo              |
| 50410      | 50170                               | Pontorson                      | 4319                             | 61,47         | 70               | Pontorson | Avranches                                        | Mont-Saint-Michel-Normandie |
| 50411      | 50300                               | Ponts                          | 684                              | 6,70          | 102              | Avranches | Avranches                                        | Mont-Saint-Michel-Normandie |
| 50412      | 50580                               | Port-Bail-sur-Mer              | 2522                             | 38,50         | 66               | Les Pieux | Cherbourg                                        | Cotentin                    |
| 50413      | 50220                               | Précey                         | 567                              | 7,73          | 73               | Pontorson Ducey | Avranches                                        | Mont-Saint-Michel-Normandie |
| 50417      | 50630                               | Quettehou                      | 1798                             | 19,82         | 91               | Val-de-Saire | Cherbourg                                        | Cotentin                    |
| 50419      | 50210 50660                         | Quettreville-sur-Sienne        | 3181                             | 49,42         | 64               | Quettreville-sur-Sienne | Coutances                                        | Coutances Mer et Bocage     |
| 50420      | 50750                               | Quibou                         | 842                              | 17,15         | 49               | Saint-Lô-2 Canisy | Saint-Lô                                         | Saint-Lô Agglo              |
| 50421      | 50310                               | Quinéville                     | 260                              | 4,60          | 57               | Valognes Montebourg | Cherbourg                                        | Cotentin                    |
| 50422      | 50500                               | Raids                          | 208                              | 6,80          | 31               | Agon-Coutainville Carentan-les-Marais | Coutances Saint-Lô                               | Côte Ouest Centre Manche    |
| 50423      | 50000                               | Rampan                         | 227                              | 4,09          | 56               | Pont-Hébert Saint-Lô-Ouest | Saint-Lô                                         | Saint-Lô Agglo              |
| 50425      | 50260                               | Rauville-la-Bigot              | 1091                             | 17,16         | 64               | Bricquebec-en-Cotentin | Cherbourg                                        | Cotentin                    |
| 50426      | 50390                               | Rauville-la-Place              | 388                              | 11,88         | 33               | Bricquebec-en-Cotentin Saint-Sauveur-le-Vicomte | Cherbourg                                        | Cotentin                    |
| 50428      | 50520                               | Reffuveille                    | 537                              | 23,34         | 23               | Isigny-le-Buat Juvigny-le-Tertre | Avranches                                        | Mont-Saint-Michel-Normandie |
| 50429      | 50590                               | Regnéville-sur-Mer             | 731                              | 8,50          | 86               | Coutances Montmartin-sur-Mer | Coutances                                        | Coutances Mer et Bocage     |
| 50430      | 50390                               | Reigneville-Bocage             | 38                               | 2,27          | 17               | Bricquebec-en-Cotentin Saint-Sauveur-le-Vicomte | Cherbourg                                        | Cotentin                    |
| 50431      | 50570                               | Remilly Les Marais             | 1064                             | 22,13         | 48               | Saint-Lô-1 Marigny | Saint-Lô                                         | Saint-Lô Agglo              |
| 50433      | 50760                               | Réville                        | 1038                             | 10,55         | 98               | Val-de-Saire Quettehou | Cherbourg                                        | Cotentin                    |
| 50435      | 50260                               | Rocheville                     | 608                              | 10,07         | 60               | Bricquebec-en-Cotentin | Cherbourg                                        | Cotentin                    |
| 50436      | 50140                               | Romagny Fontenay               | 1247                             | 36,31         | 34               | Le Mortainais Mortain | Avranches                                        | Mont-Saint-Michel-Normandie |
| 50437      | 50210                               | Roncey                         | 776                              | 12,15         | 64               | Quettreville-sur-Sienne Cerisy-la-Salle | Coutances                                        | Coutances Mer et Bocage     |
| 50443      | 50170                               | Sacey                          | 512                              | 15,27         | 34               | Pontorson | Avranches                                        | Mont-Saint-Michel-Normandie |
| 50444      | 50160                               | Saint-Amand-Villages           | 2523                             | 38,19         | 66               | Condé-sur-Vire Torigni-sur-Vire | Saint-Lô                                         | Saint-Lô Agglo              |
| 50445      | 50500                               | Saint-André-de-Bohon           | 369                              | 10,43         | 35               | Carentan-les-Marais | Saint-Lô                                         | Baie du Cotentin            |
| 50446      | 50680                               | Saint-André-de-l’Épine         | 553                              | 7,24          | 76               | Pont-Hébert Saint-Clair-sur-l’Elle | Saint-Lô                                         | Saint-Lô Agglo              |
| 50447      | 50380                               | Saint-Aubin-des-Préaux         | 475                              | 8,24          | 58               | Bréhal Granville | Avranches                                        | Granville, Terre et Mer     |
| 50448      | 50240                               | Saint-Aubin-de-Terregatte      | 651                              | 20,96         | 31               | Saint-Hilaire-du-Harcouët Saint-James | Avranches                                        | Mont-Saint-Michel-Normandie |
| 50450      | 50140                               | Saint-Barthélemy               | 338                              | 6,81          | 50               | Le Mortainais Mortain | Avranches                                        | Mont-Saint-Michel-Normandie |
| 50451      | 50300                               | Saint-Brice                    | 136                              | 2,55          | 53               | Isigny-le-Buat Avranches | Avranches                                        | Mont-Saint-Michel-Normandie |
| 50452      | 50730                               | Saint-Brice-de-Landelles       | 651                              | 14,77         | 44               | Saint-Hilaire-du-Harcouët | Avranches                                        | Mont-Saint-Michel-Normandie |
| 50454      | 50340                               | Saint-Christophe-du-Foc        | 412                              | 3,58          | 115              | Les Pieux | Cherbourg                                        | Cotentin                    |
| 50455      | 50680                               | Saint-Clair-sur-l’Elle         | 973                              | 7,99          | 122              | Pont-Hébert Saint-Clair-sur-l’Elle | Saint-Lô                                         | Saint-Lô Agglo              |
| 50456      | 50140                               | Saint-Clément-Rancoudray       | 548                              | 32,10         | 17               | Le Mortainais Mortain | Avranches                                        | Mont-Saint-Michel-Normandie |
| 50461      | 50310                               | Saint-Cyr                      | 211                              | 5,70          | 37               | Valognes Montebourg | Cherbourg                                        | Cotentin                    |
| 50462      | 50720                               | Saint-Cyr-du-Bailleul          | 349                              | 23,41         | 15               | Le Mortainais Barenton | Avranches                                        | Mont-Saint-Michel-Normandie |
| 50463      | 50450                               | Saint-Denis-le-Gast            | 527                              | 16,73         | 32               | Quettreville-sur-Sienne Gavray | Coutances                                        | Coutances Mer et Bocage     |
| 50464      | 50210                               | Saint-Denis-le-Vêtu            | 605                              | 14,08         | 43               | Quettreville-sur-Sienne Cerisy-la-Salle | Coutances                                        | Coutances Mer et Bocage     |
| 50453      | 50800                               | Sainte-Cécile                  | 785                              | 11,29         | 70               | Villedieu-les-Poêles-Rouffigny | Saint-Lô                                         | Villedieu Intercom          |
| 50457      | 50390                               | Sainte-Colombe                 | 181                              | 4,99          | 36               | Bricquebec-en-Cotentin Saint-Sauveur-le-Vicomte | Cherbourg                                        | Cotentin                    |
| 50469      | 50760                               | Sainte-Geneviève               | 309                              | 4,95          | 62               | Val-de-Saire Quettehou | Cherbourg                                        | Cotentin                    |
| 50509      | 50480                               | Sainte-Marie-du-Mont           | 694                              | 26,98         | 26               | Carentan-les-Marais Sainte-Mère-Église | Cherbourg                                        | Baie du Cotentin            |
| 50523      | 50480                               | Sainte-Mère-Église             | 2910                             | 52,27         | 56               | Carentan-les-Marais | Cherbourg                                        | Baie du Cotentin            |
| 50556      | 50750                               | Sainte-Suzanne-sur-Vire        | 694                              | 5,05          | 137              | Saint-Lô-2 Saint-Lô-Est | Saint-Lô                                         | Saint-Lô Agglo              |
| 50467      | 50310                               | Saint-Floxel                   | 490                              | 8,45          | 58               | Valognes Montebourg | Cherbourg                                        | Cotentin                    |
| 50468      | 50620                               | Saint-Fromond                  | 749                              | 15,52         | 48               | Pont-Hébert Saint-Jean-de-Daye | Saint-Lô                                         | Saint-Lô Agglo              |
| 50473      | 50680                               | Saint-Georges-d’Elle           | 378                              | 8,96          | 42               | Pont-Hébert Saint-Clair-sur-l’Elle | Saint-Lô                                         | Saint-Lô Agglo              |
| 50471      | 50270                               | Saint-Georges-de-la-Rivière    | 253                              | 3,79          | 67               | Les Pieux Barneville-Carteret | Cherbourg                                        | Cotentin                    |
| 50472      | 50370                               | Saint-Georges-de-Livoye        | 205                              | 5,53          | 37               | Isigny-le-Buat Brécey | Avranches                                        | Mont-Saint-Michel-Normandie |
| 50474      | 50720                               | Saint-Georges-de-Rouelley      | 529                              | 20,52         | 26               | Le Mortainais Barenton | Avranches                                        | Mont-Saint-Michel-Normandie |
| 50475      | 50000                               | Saint-Georges-Montcocq         | 983                              | 8,94          | 110              | Pont-Hébert Saint-Lô-Ouest | Saint-Lô                                         | Saint-Lô Agglo              |
| 50476      | 50810                               | Saint-Germain-d’Elle           | 209                              | 8,87          | 24               | Pont-Hébert Saint-Clair-sur-l’Elle | Saint-Lô                                         | Saint-Lô Agglo              |
| 50478      | 50700                               | Saint-Germain-de-Tournebut     | 418                              | 13,91         | 30               | Valognes Montebourg | Cherbourg                                        | Cotentin                    |
| 50479      | 50480                               | Saint-Germain-de-Varreville    | 109                              | 5,81          | 19               | Carentan-les-Marais Sainte-Mère-Église | Cherbourg                                        | Baie du Cotentin            |
| 50480      | 50340                               | Saint-Germain-le-Gaillard      | 795                              | 13,83         | 57               | Les Pieux | Cherbourg                                        | Cotentin                    |
| 50481      | 50430                               | Saint-Germain-sur-Ay           | 920                              | 14,52         | 63               | Créances Lessay | Coutances                                        | Côte Ouest Centre Manche    |
| 50482      | 50190                               | Saint-Germain-sur-Sèves        | 174                              | 8,19          | 21               | Agon-Coutainville Périers | Coutances                                        | Côte Ouest Centre Manche    |
| 50483      | 50180                               | Saint-Gilles                   | 987                              | 7,84          | 126              | Saint-Lô-1 Marigny | Saint-Lô                                         | Saint-Lô Agglo              |
| 50484      | 50600 50730                         | Saint-Hilaire-du-Harcouët      | 5735                             | 46,97         | 122              | Saint-Hilaire-du-Harcouët | Avranches                                        | Mont-Saint-Michel-Normandie |
| 50486      | 50390                               | Saint-Jacques-de-Néhou         | 629                              | 21,49         | 29               | Bricquebec-en-Cotentin Saint-Sauveur-le-Vicomte | Cherbourg                                        | Cotentin                    |
| 50487      | 50240                               | Saint-James                    | 4966                             | 86,41         | 57               | Saint-Hilaire-du-Harcouët Saint-James | Avranches                                        | Mont-Saint-Michel-Normandie |
| 50492      | 50810                               | Saint-Jean-d’Elle              | 2535                             | 33,72         | 75               | Condé-sur-Vire | Saint-Lô                                         | Saint-Lô Agglo              |
| 50488      | 50620                               | Saint-Jean-de-Daye             | 645                              | 4,24          | 152              | Pont-Hébert Saint-Jean-de-Daye | Saint-Lô                                         | Saint-Lô Agglo              |
| 50489      | 50300                               | Saint-Jean-de-la-Haize         | 538                              | 8,95          | 60               | Avranches | Avranches                                        | Mont-Saint-Michel-Normandie |
| 50490      | 50270                               | Saint-Jean-de-la-Rivière       | 366                              | 3,57          | 103              | Les Pieux Barneville-Carteret | Cherbourg                                        | Cotentin                    |
| 50491      | 50680                               | Saint-Jean-de-Savigny          | 422                              | 7,58          | 56               | Pont-Hébert Saint-Clair-sur-l’Elle | Saint-Lô                                         | Saint-Lô Agglo              |
| 50493      | 50320                               | Saint-Jean-des-Champs          | 1521                             | 19,40         | 78               | Bréhal La Haye-Pesnel | Avranches                                        | Granville, Terre et Mer     |
| 50495      | 50370                               | Saint-Jean-du-Corail-des-Bois  | 75                               | 3,63          | 21               | Isigny-le-Buat Brécey | Avranches                                        | Mont-Saint-Michel-Normandie |
| 50496      | 50530                               | Saint-Jean-le-Thomas           | 395                              | 2,38          | 166              | Avranches Sartilly | Avranches                                        | Mont-Saint-Michel-Normandie |
| 50498      | 50700                               | Saint-Joseph                   | 817                              | 9,78          | 84               | Valognes | Cherbourg                                        | Cotentin                    |
| 50499      | 50670                               | Saint-Laurent-de-Cuves         | 499                              | 14,80         | 34               | Isigny-le-Buat Saint-Pois | Avranches                                        | Mont-Saint-Michel-Normandie |
| 50500      | 50240                               | Saint-Laurent-de-Terregatte    | 645                              | 16,35         | 39               | Saint-Hilaire-du-Harcouët Saint-James | Avranches                                        | Mont-Saint-Michel-Normandie |
| 50502      | 50000                               | Saint-Lô                       | 19.352                           | 23,19         | 834              | Saint-Lô-1 Saint-Lô-2 Saint-Lô-Est Saint-Lô-Ouest | Saint-Lô                                         | Saint-Lô Agglo              |
| 50504      | 50420                               | Saint-Louet-sur-Vire           | 209                              | 7,33          | 29               | Condé-sur-Vire Tessy-sur-Vire | Saint-Lô                                         | Saint-Lô Agglo              |
| 50505      | 50300                               | Saint-Loup                     | 678                              | 6,45          | 105              | Isigny-le-Buat Avranches | Avranches                                        | Mont-Saint-Michel-Normandie |
| 50506      | 50200                               | Saint-Malo-de-la-Lande         | 462                              | 4,01          | 115              | Agon-Coutainville Saint-Malo-de-la-Lande | Coutances                                        | Coutances Mer et Bocage     |
| 50507      | 50310                               | Saint-Marcouf                  | 353                              | 13,38         | 26               | Valognes Montebourg | Cherbourg                                        | Cotentin                    |
| 50510      | 50190                               | Saint-Martin-d’Aubigny         | 606                              | 15,16         | 40               | Agon-Coutainville Périers | Coutances                                        | Côte Ouest Centre Manche    |
| 50511      | 50310                               | Saint-Martin-d’Audouville      | 153                              | 3,64          | 42               | Valognes Montebourg | Cherbourg                                        | Cotentin                    |
| 50512      | 50750                               | Saint-Martin-de-Bonfossé       | 536                              | 12,68         | 42               | Saint-Lô-2 Canisy | Saint-Lô                                         | Saint-Lô Agglo              |
| 50513      | 50210                               | Saint-Martin-de-Cenilly        | 206                              | 6,76          | 30               | Quettreville-sur-Sienne Cerisy-la-Salle | Coutances                                        | Coutances Mer et Bocage     |
| 50517      | 50480                               | Saint-Martin-de-Varreville     | 170                              | 8,36          | 20               | Carentan-les-Marais Sainte-Mère-Église | Cherbourg                                        | Baie du Cotentin            |
| 50518      | 50800                               | Saint-Martin-le-Bouillant      | 312                              | 12,37         | 25               | Villedieu-les-Poêles-Rouffigny Saint-Pois | Avranches                                        | Villedieu Intercom          |
| 50519      | 50690                               | Saint-Martin-le-Gréard         | 618                              | 2,86          | 216              | Cherbourg-en-Cotentin-3 Cherbourg-Octeville-Sud-Ouest | Cherbourg                                        | Cotentin                    |
| 50521      | 50800                               | Saint-Maur-des-Bois            | 157                              | 4,97          | 32               | Villedieu-les-Poêles-Rouffigny Saint-Pois | Avranches                                        | Villedieu Intercom          |
| 50522      | 50270                               | Saint-Maurice-en-Cotentin      | 248                              | 7,46          | 33               | Les Pieux Barneville-Carteret | Cherbourg                                        | Cotentin                    |
| 50525      | 50670                               | Saint-Michel-de-Montjoie       | 344                              | 14,46         | 24               | Isigny-le-Buat Saint-Pois | Avranches                                        | Mont-Saint-Michel-Normandie |
| 50528      | 50250                               | Saint-Nicolas-de-Pierrepont    | 299                              | 8,13          | 37               | Créances La Haye-du-Puits | Coutances                                        | Côte Ouest Centre Manche    |
| 50529      | 50370                               | Saint-Nicolas-des-Bois         | 92                               | 3,57          | 26               | Isigny-le-Buat Brécey | Avranches                                        | Mont-Saint-Michel-Normandie |
| 50531      | 50220 50300                         | Saint-Ovin                     | 763                              | 12,93         | 59               | Pontorson Avranches Ducey | Avranches                                        | Mont-Saint-Michel-Normandie |
| 50532      | 50380                               | Saint-Pair-sur-Mer             | 4372                             | 14,42         | 303              | Granville | Avranches                                        | Granville, Terre et Mer     |
| 50533      | 50190                               | Saint-Patrice-de-Claids        | 177                              | 5,58          | 32               | Créances Lessay | Coutances                                        | Côte Ouest Centre Manche    |
| 50536      | 50270                               | Saint-Pierre-d’Arthéglise      | 169                              | 5,36          | 32               | Les Pieux Barneville-Carteret | Cherbourg                                        | Cotentin                    |
| 50537      | 50200                               | Saint-Pierre-de-Coutances      | 396                              | 4,04          | 98               | Coutances | Coutances                                        | Coutances Mer et Bocage     |
| 50538      | 50810                               | Saint-Pierre-de-Semilly        | 428                              | 4,59          | 93               | Pont-Hébert Saint-Clair-sur-l’Elle | Saint-Lô                                         | Saint-Lô Agglo              |
| 50539      | 50330                               | Saint-Pierre-Église            | 1797                             | 8,06          | 223              | Val-de-Saire Saint-Pierre-Église | Cherbourg                                        | Cotentin                    |
| 50540      | 50530                               | Saint-Pierre-Langers           | 621                              | 8,40          | 74               | Avranches Sartilly | Avranches                                        | Granville, Terre et Mer     |
| 50541      | 50400                               | Saint-Planchers                | 1451                             | 11,96         | 121              | Bréhal Granville | Avranches                                        | Granville, Terre et Mer     |
| 50542      | 50670                               | Saint-Pois                     | 462                              | 7,78          | 59               | Villedieu-les-Poêles-Rouffigny Saint-Pois | Avranches                                        | Villedieu Intercom          |
| 50543      | 50220                               | Saint-Quentin-sur-le-Homme     | 1340                             | 16,84         | 80               | Pontorson Ducey | Avranches                                        | Mont-Saint-Michel-Normandie |
| 50548      | 50250                               | Saint-Sauveur-de-Pierrepont    | 122                              | 8,18          | 15               | Créances La Haye-du-Puits | Coutances                                        | Côte Ouest Centre Manche    |
| 50549      | 50510                               | Saint-Sauveur-la-Pommeraye     | 401                              | 5,27          | 76               | Bréhal Brécey | Avranches Coutances                              | Granville, Terre et Mer     |
| 50551      | 50390                               | Saint-Sauveur-le-Vicomte       | 2088                             | 34,27         | 61               | Bricquebec-en-Cotentin Saint-Sauveur-le-Vicomte | Cherbourg                                        | Cotentin                    |
| 50550      | 50200 50490                         | Saint-Sauveur-Villages         | 3250                             | 53,70         | 61               | Agon-Coutainville | Coutances                                        | Coutances Mer et Bocage     |
| 50552      | 50190                               | Saint-Sébastien-de-Raids       | 325                              | 5,27          | 62               | Agon-Coutainville Périers | Coutances                                        | Côte Ouest Centre Manche    |
| 50553      | 50240                               | Saint-Senier-de-Beuvron        | 329                              | 11,21         | 29               | Saint-Hilaire-du-Harcouët Saint-James | Avranches                                        | Mont-Saint-Michel-Normandie |
| 50554      | 50300                               | Saint-Senier-sous-Avranches    | 1426                             | 8,62          | 165              | Isigny-le-Buat Avranches | Avranches                                        | Mont-Saint-Michel-Normandie |
| 50562      | 50550                               | Saint-Vaast-la-Hougue          | 1666                             | 6,28          | 265              | Val-de-Saire Quettehou | Cherbourg                                        | Cotentin                    |
| 50563      | 50420                               | Saint-Vigor-des-Monts          | 283                              | 15,74         | 18               | Condé-sur-Vire Tessy-sur-Vire | Saint-Lô                                         | Saint-Lô Agglo              |
| 50565      | 50530                               | Sartilly-Baie-Bocage           | 2843                             | 30,68         | 93               | Avranches Sartilly | Avranches                                        | Mont-Saint-Michel-Normandie |
| 50567      | 50700                               | Saussemesnil                   | 912                              | 21,45         | 43               | Valognes | Cherbourg                                        | Cotentin                    |
| 50568      | 50200                               | Saussey                        | 458                              | 8,89          | 52               | Coutances | Coutances                                        | Coutances Mer et Bocage     |
| 50569      | 50210                               | Savigny                        | 433                              | 10,16         | 43               | Quettreville-sur-Sienne Cerisy-la-Salle | Coutances                                        | Coutances Mer et Bocage     |
| 50570      | 50640                               | Savigny-le-Vieux               | 402                              | 17,16         | 23               | Saint-Hilaire-du-Harcouët Le Teilleul | Avranches                                        | Mont-Saint-Michel-Normandie |
| 50571      | 50480                               | Sébeville                      | 34                               | 2,88          | 12               | Carentan-les-Marais Sainte-Mère-Église | Cherbourg                                        | Baie du Cotentin            |
| 50572      | 50270                               | Sénoville                      | 191                              | 7,22          | 26               | Les Pieux Barneville-Carteret | Cherbourg                                        | Cotentin                    |
| 50574      | 50170                               | Servon                         | 257                              | 9,23          | 28               | Pontorson | Avranches                                        | Mont-Saint-Michel-Normandie |
| 50575      | 50690                               | Sideville                      | 840                              | 7,63          | 110              | Cherbourg-en-Cotentin-3 Cherbourg-en-Cotentin-4 | Cherbourg                                        | Cotentin                    |
| 50576      | 50340                               | Siouville-Hague                | 936                              | 6,37          | 147              | Les Pieux | Cherbourg                                        | Cotentin                    |
| 50578      | 50310                               | Sortosville                    | 78                               | 2,48          | 31               | Valognes Montebourg | Cherbourg                                        | Cotentin                    |
| 50577      | 50270                               | Sortosville-en-Beaumont        | 302                              | 10,24         | 29               | Les Pieux Barneville-Carteret | Cherbourg                                        | Cotentin                    |
| 50579      | 50260                               | Sottevast                      | 1455                             | 10,82         | 134              | Bricquebec-en-Cotentin | Cherbourg                                        | Cotentin                    |
| 50580      | 50340                               | Sotteville                     | 483                              | 6,13          | 79               | Les Pieux | Cherbourg                                        | Cotentin                    |
| 50582      | 50150                               | Sourdeval                      | 3040                             | 51,87         | 59               | Le Mortainais Sourdeval | Avranches                                        | Mont-Saint-Michel-Normandie |
| 50584      | 50870                               | Subligny                       | 377                              | 8,00          | 47               | Bréhal La Haye-Pesnel | Avranches                                        | Mont-Saint-Michel-Normandie |
| 50585      | 50270                               | Surtainville                   | 1169                             | 14,61         | 80               | Les Pieux | Cherbourg                                        | Cotentin                    |
| 50587      | 50390                               | Taillepied                     | 17                               | 2,15          | 8                | Bricquebec-en-Cotentin Saint-Sauveur-le-Vicomte | Cherbourg                                        | Cotentin                    |
| 50588      | 50700                               | Tamerville                     | 693                              | 18,20         | 38               | Valognes | Cherbourg                                        | Cotentin                    |
| 50589      | 50170                               | Tanis                          | 273                              | 7,49          | 36               | Pontorson | Avranches                                        | Mont-Saint-Michel-Normandie |
| 50564      | 50500                               | Terre-et-Marais                | 1288                             | 35,59         | 36               | Carentan-les-Marais | Saint-Lô                                         | Baie du Cotentin            |
| 50592      | 50420                               | Tessy Bocage                   | 2219                             | 34,24         | 65               | Condé-sur-Vire Tessy-sur-Vire | Saint-Lô                                         | Saint-Lô Agglo              |
| 50593      | 50630                               | Teurthéville-Bocage            | 594                              | 21,47         | 28               | Val-de-Saire Quettehou | Cherbourg                                        | Cotentin                    |
| 50594      | 50690                               | Teurthéville-Hague             | 1029                             | 12,73         | 81               | Cherbourg-en-Cotentin-3 Cherbourg-en-Cotentin-4 | Cherbourg                                        | Cotentin                    |
| 50239      | 50180                               | Thèreval                       | 1781                             | 28,39         | 63               | Saint-Lô-1 Marigny | Saint-Lô                                         | Saint-Lô Agglo              |
| 50596      | 50330                               | Théville                       | 311                              | 7,77          | 40               | Val-de-Saire Saint-Pierre-Église | Cherbourg                                        | Cotentin                    |
| 50597      | 50300 50870                         | Tirepied-sur-Sée               | 953                              | 22,55         | 42               | Isigny-le-Buat | Avranches                                        | Mont-Saint-Michel-Normandie |
| 50598      | 50330                               | Tocqueville                    | 257                              | 5,90          | 44               | Val-de-Saire Saint-Pierre-Église | Cherbourg                                        | Cotentin                    |
| 50599      | 50470                               | Tollevast                      | 1650                             | 12,36         | 133              | Cherbourg-en-Cotentin-3 Cherbourg-Octeville-Sud-Ouest | Cherbourg                                        | Cotentin                    |
| 50601      | 50160                               | Torigny-les-Villes             | 4441                             | 39,23         | 113              | Condé-sur-Vire Torigni-sur-Vire | Saint-Lô                                         | Saint-Lô Agglo              |
| 50272      | 50660                               | Tourneville-sur-Mer            | 1668                             | 17,51         | 95               | Quettreville-sur-Sienne Montmartin-sur-Mer | Coutances                                        | Coutances Mer et Bocage     |
| 50603      | 50200                               | Tourville-sur-Sienne           | 772                              | 7,50          | 103              | Coutances Saint-Malo-de-la-Lande | Coutances                                        | Coutances Mer et Bocage     |
| 50604      | 50340                               | Tréauville                     | 727                              | 12,84         | 57               | Les Pieux | Cherbourg                                        | Cotentin                    |
| 50606      | 50620                               | Tribehou                       | 511                              | 9,97          | 51               | Pont-Hébert Saint-Jean-de-Daye | Saint-Lô                                         | Baie du Cotentin            |
| 50609      | 50480                               | Turqueville                    | 127                              | 5,21          | 24               | Carentan-les-Marais Sainte-Mère-Église | Cherbourg                                        | Baie du Cotentin            |
| 50610      | 50700                               | Urville                        | 196                              | 5,15          | 38               | Valognes Montebourg | Cherbourg                                        | Cotentin                    |
| 50612      | 50300                               | Vains                          | 760                              | 8,58          | 89               | Avranches | Avranches                                        | Mont-Saint-Michel-Normandie |
| 50613      | 50760                               | Valcanville                    | 391                              | 6,45          | 61               | Val-de-Saire Quettehou | Cherbourg                                        | Cotentin                    |
| 50615      | 50700                               | Valognes                       | 6896                             | 15,63         | 441              | Valognes | Cherbourg                                        | Cotentin                    |
| 50617      | 50250                               | Varenguebec                    | 329                              | 21,19         | 16               | Créances La Haye-du-Puits | Coutances                                        | Côte Ouest Centre Manche    |
| 50618      | 50330                               | Varouville                     | 222                              | 4,19          | 53               | Val-de-Saire Saint-Pierre-Église | Cherbourg                                        | Cotentin                    |
| 50621      | 50310                               | Vaudreville                    | 72                               | 3,03          | 24               | Valognes Montebourg | Cherbourg                                        | Cotentin                    |
| 50626      | 50450                               | Ver                            | 384                              | 13,27         | 29               | Quettreville-sur-Sienne Gavray | Coutances                                        | Coutances Mer et Bocage     |
| 50628      | 50370                               | Vernix                         | 155                              | 5,84          | 27               | Isigny-le-Buat Brécey | Avranches                                        | Mont-Saint-Michel-Normandie |
| 50629      | 50430                               | Vesly                          | 732                              | 22,48         | 33               | Créances La Haye-du-Puits Lessay | Coutances                                        | Côte Ouest Centre Manche    |
| 50142      | 50330                               | Vicq-sur-Mer                   | 1083                             | 20,58         | 53               | Val-de-Saire Saint-Pierre-Église | Cherbourg                                        | Cotentin                    |
| 50634      | 50630                               | Videcosville                   | 88                               | 2,51          | 35               | Val-de-Saire Quettehou | Cherbourg                                        | Cotentin                    |
| 50637      | 50410                               | Villebaudon                    | 325                              | 5,69          | 57               | Villedieu-les-Poêles-Rouffigny Percy | Saint-Lô                                         | Villedieu Intercom          |
| 50639      | 50800                               | Villedieu-les-Poêles-Rouffigny | 3845                             | 14,77         | 260              | Villedieu-les-Poêles-Rouffigny | Saint-Lô                                         | Villedieu Intercom          |
| 50641      | 50680                               | Villiers-Fossard               | 644                              | 8,52          | 76               | Pont-Hébert Saint-Clair-sur-l’Elle | Saint-Lô                                         | Saint-Lô Agglo              |
| 50643      | 50690                               | Virandeville                   | 771                              | 8,22          | 94               | Cherbourg-en-Cotentin-3 Cherbourg-en-Cotentin-4 | Cherbourg                                        | Cotentin                    |
| 50647      | 50400                               | Yquelon                        | 1186                             | 2,14          | 554              | Granville | Avranches                                        | Granville, Terre et Mer     |
| 50648      | 50700                               | Yvetot-Bocage                  | 1188                             | 12,46         | 95               | Valognes | Cherbourg                                        | Cotentin                    |

## Veränderungen im Gemeindebestand seit der landesweiten Neuordnung der Kantone

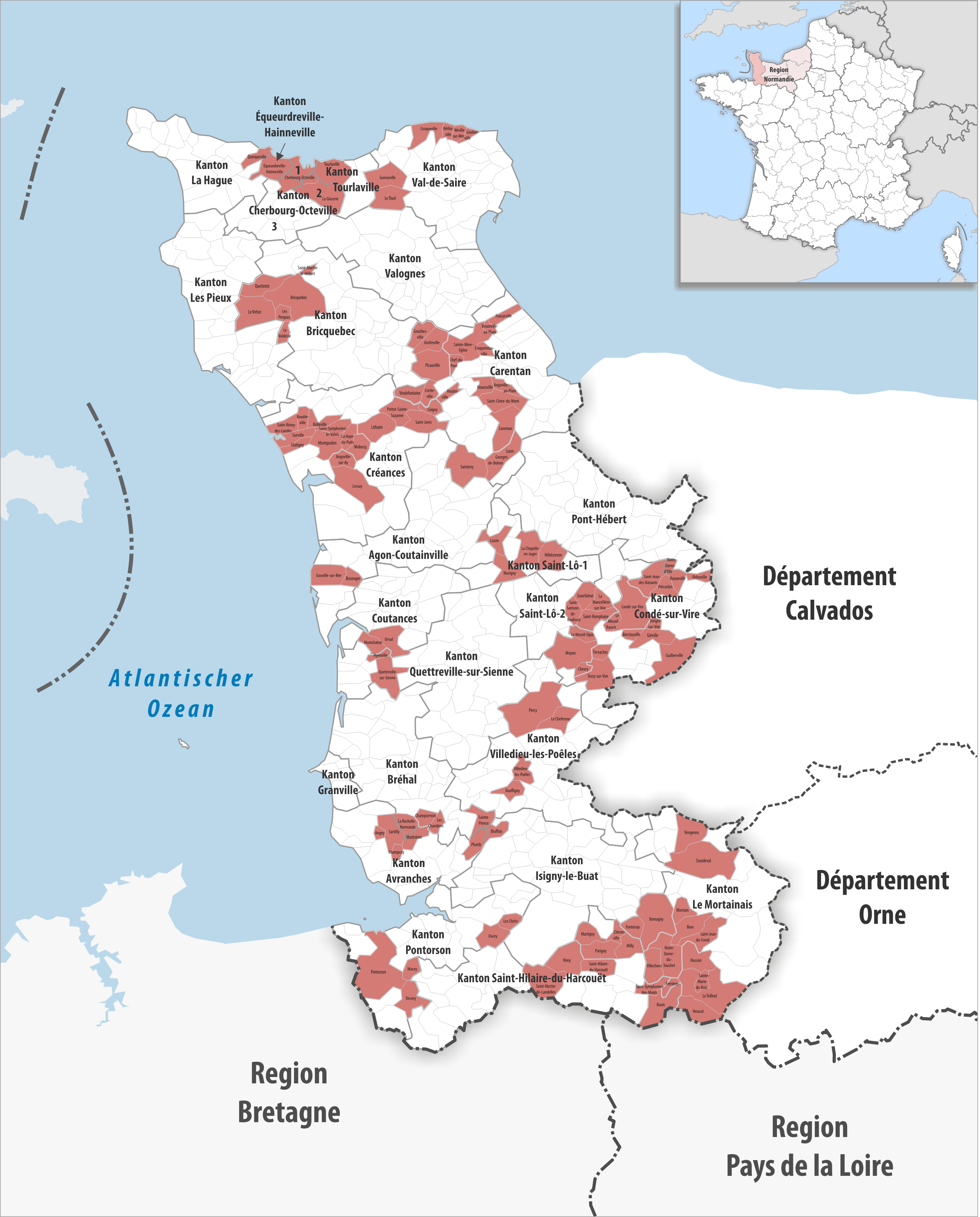
Gemeinden bis 2015
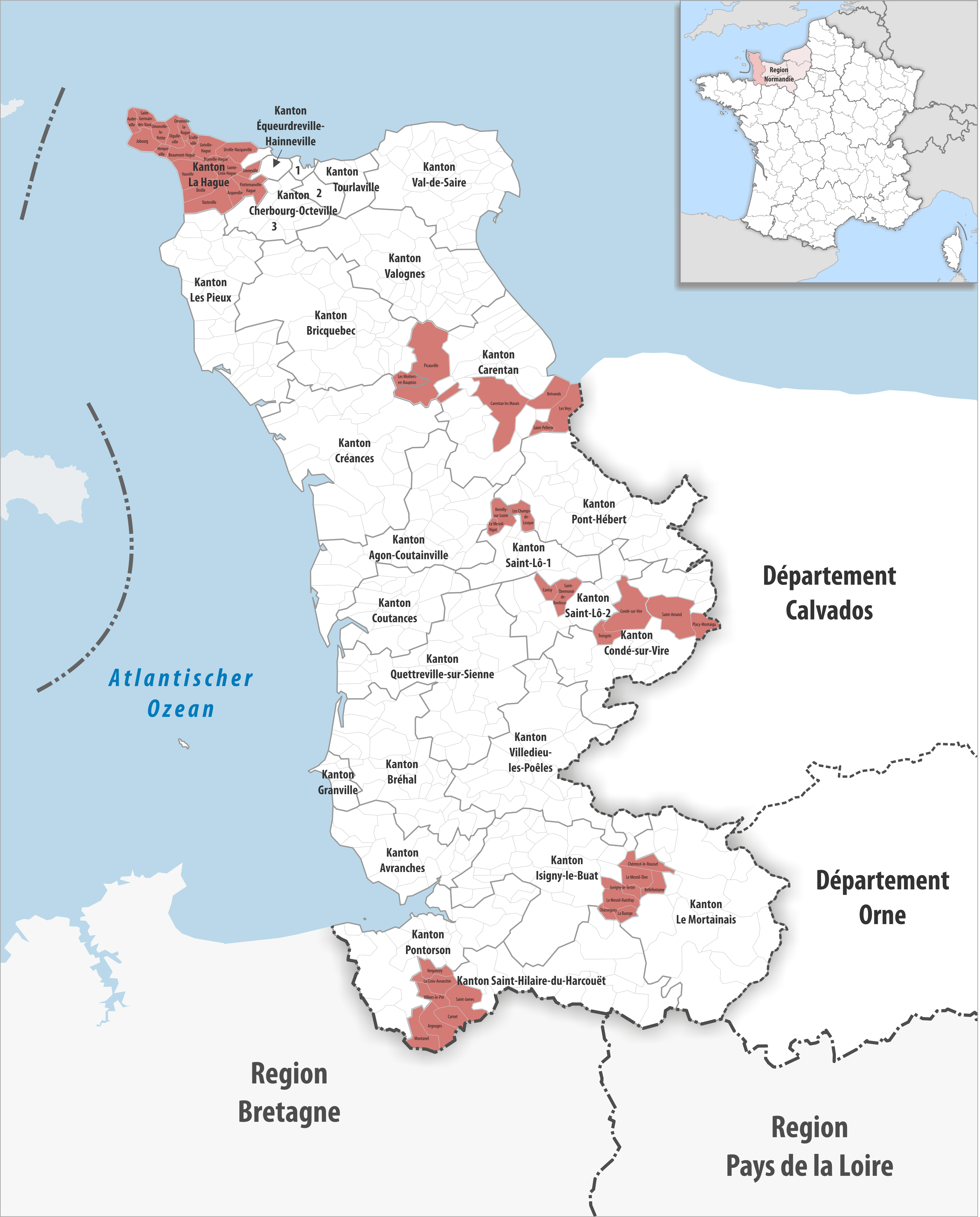
Gemeinden bis 2016
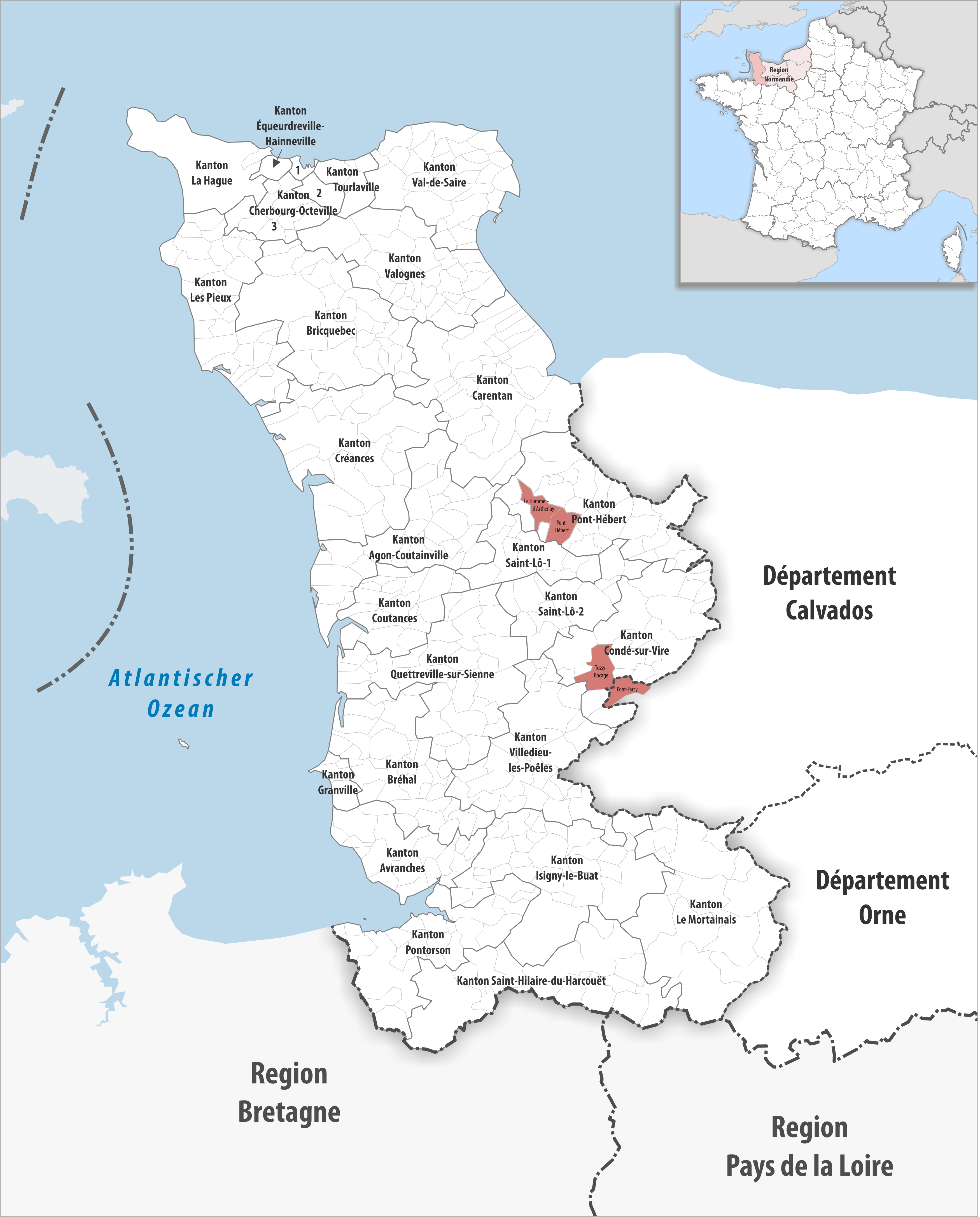
Gemeinden bis 2017
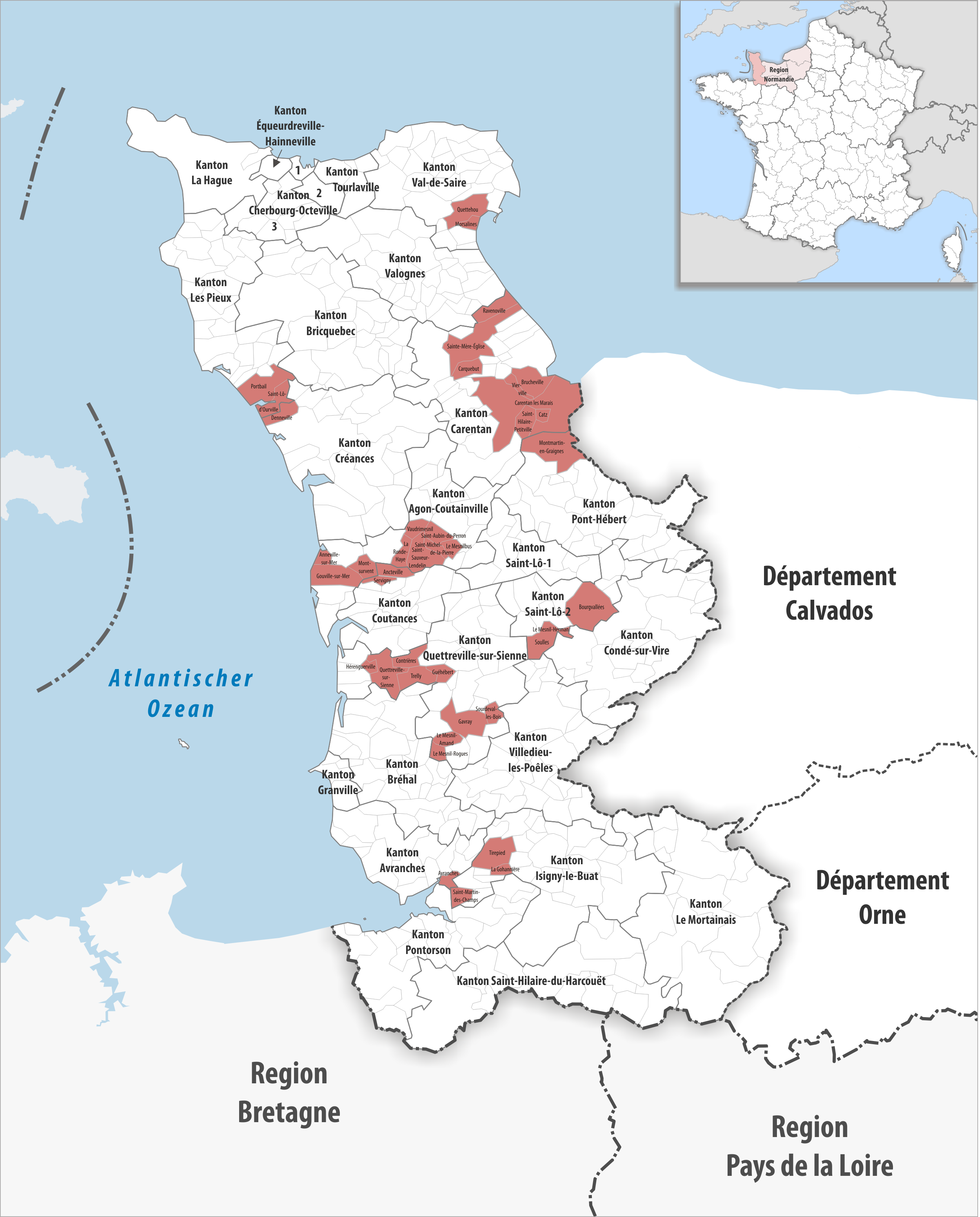
Gemeinden bis 2018
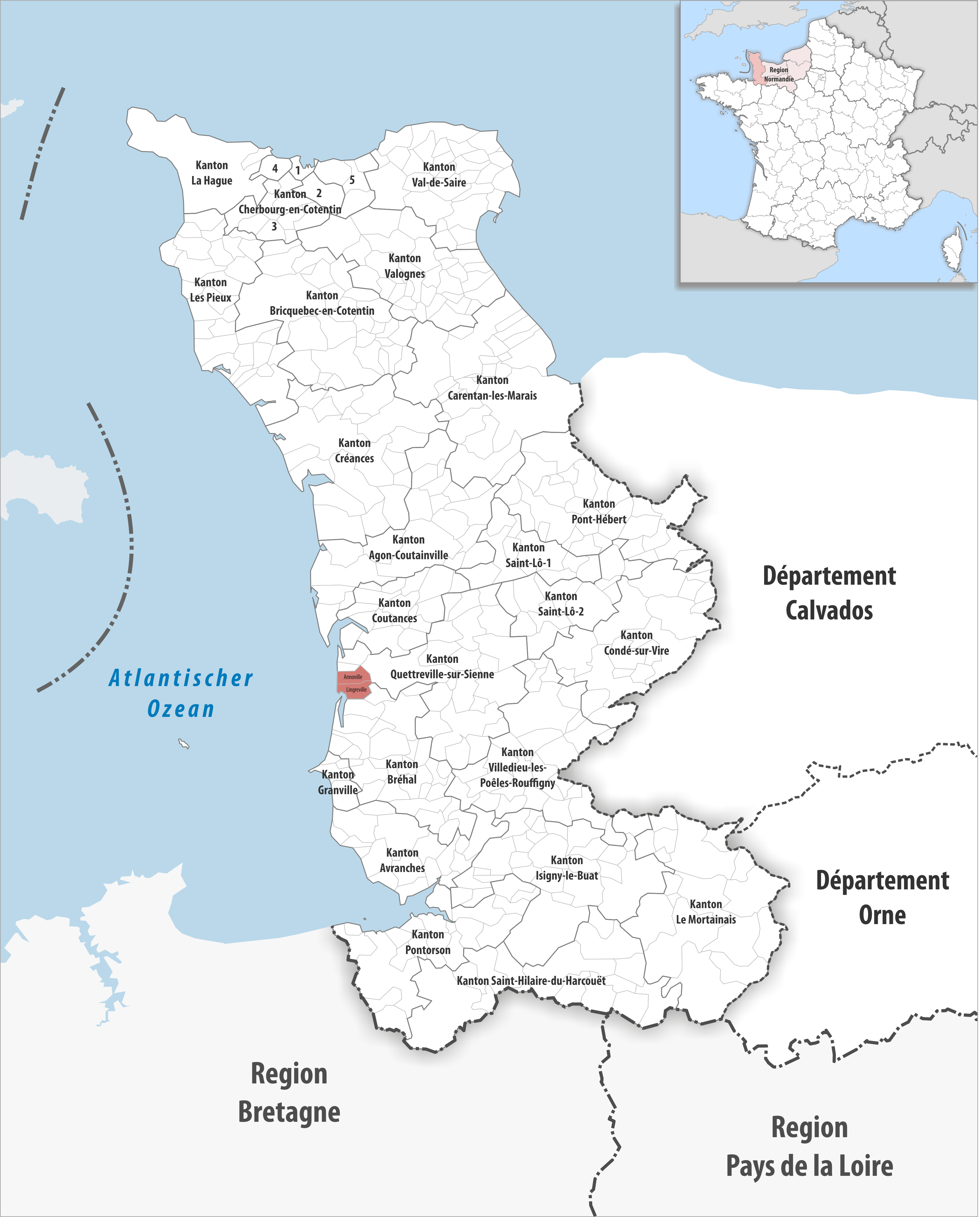
Gemeinden bis 2022

2023:
- Fusion Annoville und Lingreville → Tourneville-sur-Mer

2019:
- Fusion Avranches und Saint-Martin-des-Champs → Avranches
- Fusion Bourgvallées, Le Mesnil-Herman und Soulles → Bourgvallées
- Fusion Carentan-les-Marais, Brucheville, Catz, Montmartin-en-Graignes, Saint-Hilaire-Petitville und Vierville → Carentan-les-Marais
- Fusion Gavray, Le Mesnil-Amand, Le Mesnil-Rogues und Sourdeval-les-Bois → Gavray-sur-Sienne
- Fusion Gouville-sur-Mer, Anneville-sur-Mer, Montsurvent und Servigny → Gouville-sur-Mer
- Fusion Portbail, Denneville und Saint-Lô-d’Ourville → Port-Bail-sur-Mer
- Fusion Morsalines und Quettehou → Quettehou
- Fusion Quettreville-sur-Sienne, Contrières, Guéhébert, Hérenguerville und Trelly → Quettreville-sur-Sienne
- Fusion Saint-Sauveur-Lendelin, Ancteville, La Ronde-Haye, Le Mesnilbus, Saint-Aubin-du-Perron, Saint-Michel-de-la-Pierre und Vaudrimesnil → Saint-Sauveur-Villages
- Fusion Sainte-Mère-Église, Carquebut und Ravenoville und  → Sainte-Mère-Église
- Fusion La Gohannière und Tirepied → Tirepied-sur-Sée

2018:
- Fusion Le Hommet-d’Arthenay und Pont-Hébert → Pont-Hébert
- Fusion Pont-Farcy (Département Calvados) und Tessy-Bocage → Tessy-Bocage

2017:
- Fusion Canisy und Saint-Ébremond-de-Bonfossé → Canisy
- Fusion Brévands, Carentan les Marais, Saint-Pellerin und Les Veys → Carentan les Marais
- Fusion Condé-sur-Vire und Troisgots → Condé-sur-Vire
- Fusion Acqueville, Auderville, Beaumont-Hague, Biville, Branville-Hague, Digulleville, Éculleville,Flottemanville-Hague, Gréville-Hague, Herqueville,Jobourg,Omonville-la-Petite, Omonville-la-Rogue, Sainte-Croix-Hague, Saint-Germain-des-Vaux, Tonneville, Urville-Nacqueville, Vasteville und Vauville → La Hague
- Fusion La Bazoge, Bellefontaine, Chasseguey, Chérencé-le-Roussel, Juvigny-le-Tertre, Le Mesnil-Rainfray und Le Mesnil-Tôve → Juvigny les Vallées
- Fusion Les Moitiers-en-Bauptois und Picauville → Picauville
- Fusion Les Champs-de-Losque, Le Mesnil-Vigot, Remilly-sur-Lozon → Remilly Les Marais
- Fusion Argouges, Carnet, La Croix-Avranchin, Montanel, Saint-James , Vergoncey und Villiers-le-Pré → Saint-James
- Fusion Placy-Montaigu und Saint-Amand → Saint-Amand-Villages

2016:
- Fusion Gourfaleur, La Mancellière-sur-Vire, Saint-Romphaire und Saint-Samson-de-Bonfossé → Bourgvallées
- Fusion Bricquebec, Les Perques, Quettetot, Saint-Martin-le-Hébert, Le Valdécie und Le Vrétot → Bricquebec-en-Cotentin
- Fusion Buais und Saint-Symphorien-des-Monts → Buais-Les-Monts
- Fusion Angoville-au-Plain, Carentan, Houesville und Saint-Côme-du-Mont → Carentan les Marais
- Fusion Cherbourg-Octeville, Équeurdreville-Hainneville, La Glacerie, Querqueville und Tourlaville → Cherbourg-en-Cotentin
- Fusion Condé-sur-Vire und Le Mesnil-Raoult → Condé-sur-Vire
- Fusion Les Chéris und Ducey → Ducey-Les Chéris
- Fusion Gonneville und Le Theil → Gonneville-Le Theil
- Fusion Boisroger und Gouville-sur-Mer → Gouville-sur-Mer
- Fusion Chèvreville, Martigny, Milly und Parigny → Grandparigny
- Fusion Les Chambres und Champcervon → Le Grippon
- Fusion Baudreville, Bolleville, Glatigny, La Haye-du-Puits, Mobecq, Montgardon, Saint-Rémy-des-Landes, Saint-Symphorien-le-Valois und Surville → La Haye
- Fusion Angoville-sur-Ay und Lessay → Lessay
- Fusion Lozon und Marigny → Marigny-Le-Lozon
- Fusion Coigny, Lithaire, Prétot-Sainte-Suzanne und Saint-Jores → Montsenelle
- Fusion Bion, Mortain, Notre-Dame-du-Touchet, Saint-Jean-du-Corail und Villechien → Mortain-Bocage
- Fusion Chevry, Le Mesnil-Opac und Moyon → Moyon Villages
- Fusion Montchaton und Orval → Orval sur Sienne
- Fusion Braffais, Plomb und Sainte-Pience → Le Parc
- Fusion Le Chefresne und Percy → Percy-en-Normandie
- Fusion Amfreville, Cretteville, Gourbesville, Houtteville, Picauville und Vindefontaine → Picauville
- Fusion Macey, Pontorson und Vessey → Pontorson
- Fusion Hyenville und Quettreville-sur-Sienne → Quettreville-sur-Sienne
- Fusion Fontenay und Romagny → Romagny Fontenay
- Fusion Saint-Hilaire-du-Harcouët, Saint-Martin-de-Landelles und Virey → Saint-Hilaire-du-Harcouët
- Fusion Notre-Dame-d’Elle, Précorbin, Rouxeville, Saint-Jean-des-Baisants und Vidouville → Saint-Jean-d’Elle
- Fusion Beuzeville-au-Plain, Chef-du-Pont, Écoquenéauville, Foucarville und Sainte-Mère-Église → Sainte-Mère-Église
- Fusion Angey, Champcey, Montviron, La Rochelle-Normande und Sartilly → Sartilly-Baie-Bocage
- Fusion Sourdeval und Vengeons → Sourdeval
- Fusion Ferrières, Heussé, Husson, Sainte-Marie-du-Bois und Le Teilleul → Le Teilleul
- Fusion Sainteny und Saint-Georges-de-Bohon → Terre-et-Marais
- Fusion Fervaches und Tessy-sur-Vire → Tessy Bocage
- Fusion La Chapelle-en-Juger und Hébécrevon → Thèreval
- Fusion Brectouville, Giéville, Guilberville und Torigni-sur-Vire → Torigny-les-Villes
- Fusion Cosqueville, Gouberville, Néville-sur-Mer und Réthoville → Vicq-sur-Mer
- Fusion Rouffigny und Villedieu-les-Poêles → Villedieu-les-Poêles-Rouffigny